# 訃報 2018年10月
訃報 2018年10月（ふほう 2018ねん10がつ）では、2018年10月に物故した、又は物故が報じられた人物についてまとめる。

## (1日 - 15日)

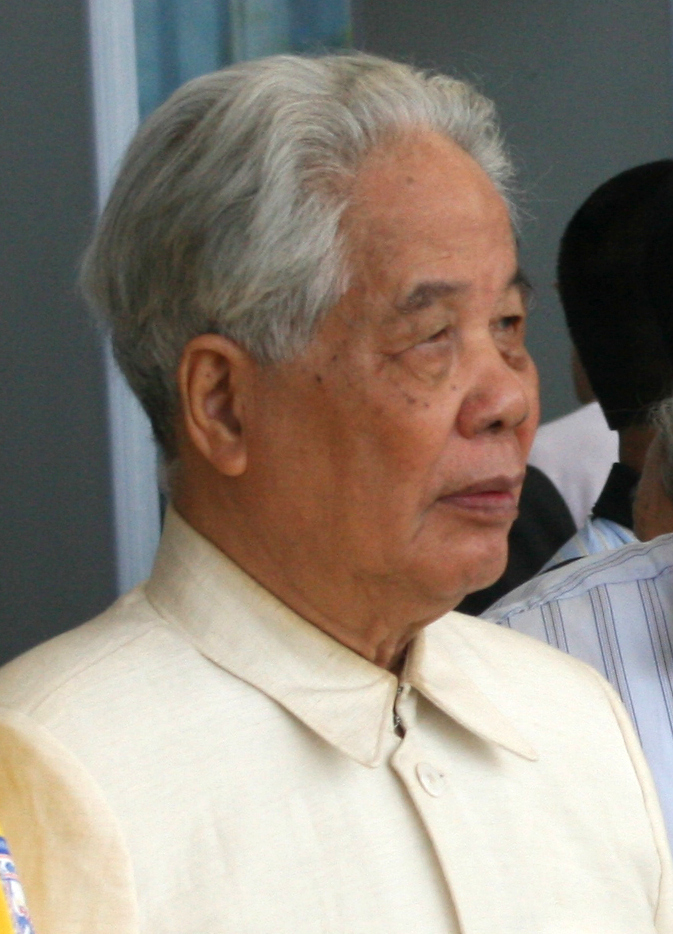
ドー・ムオイ／10月1日没

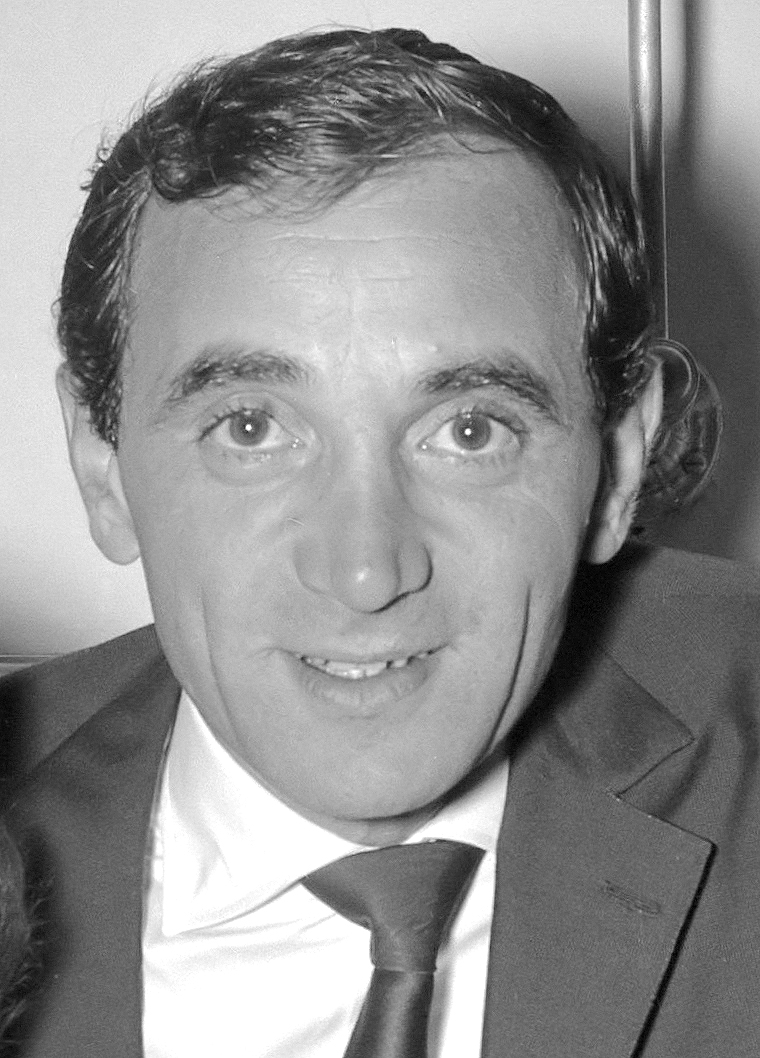
シャルル・アズナヴール／10月1日没

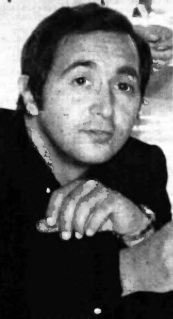
ステルヴィオ・チプリアーニ／10月1日没

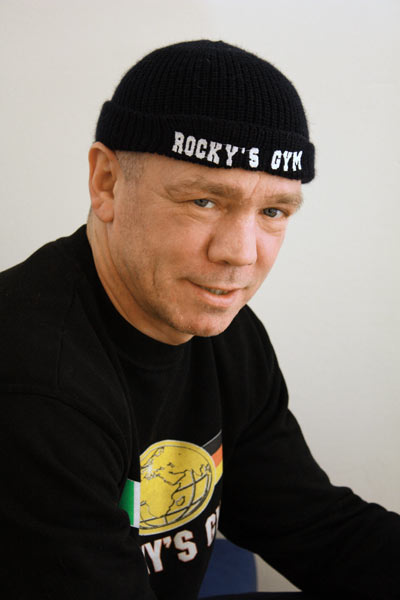
グラシアノ・ロッシジャーニ／10月1日没

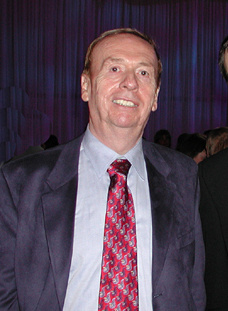
ジェフ・エメリック／10月2日没

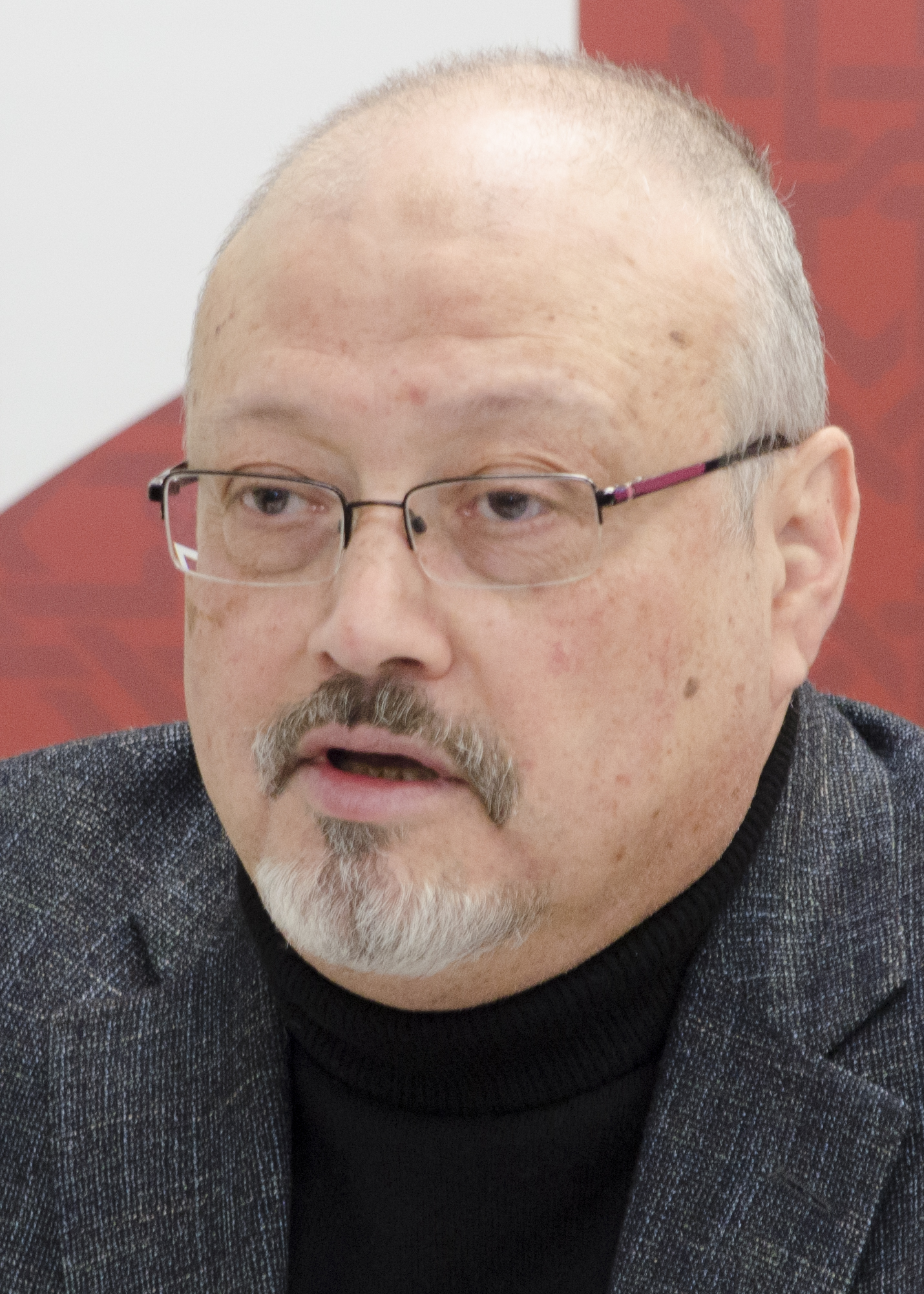
ジャマル・カショギ／10月2日没

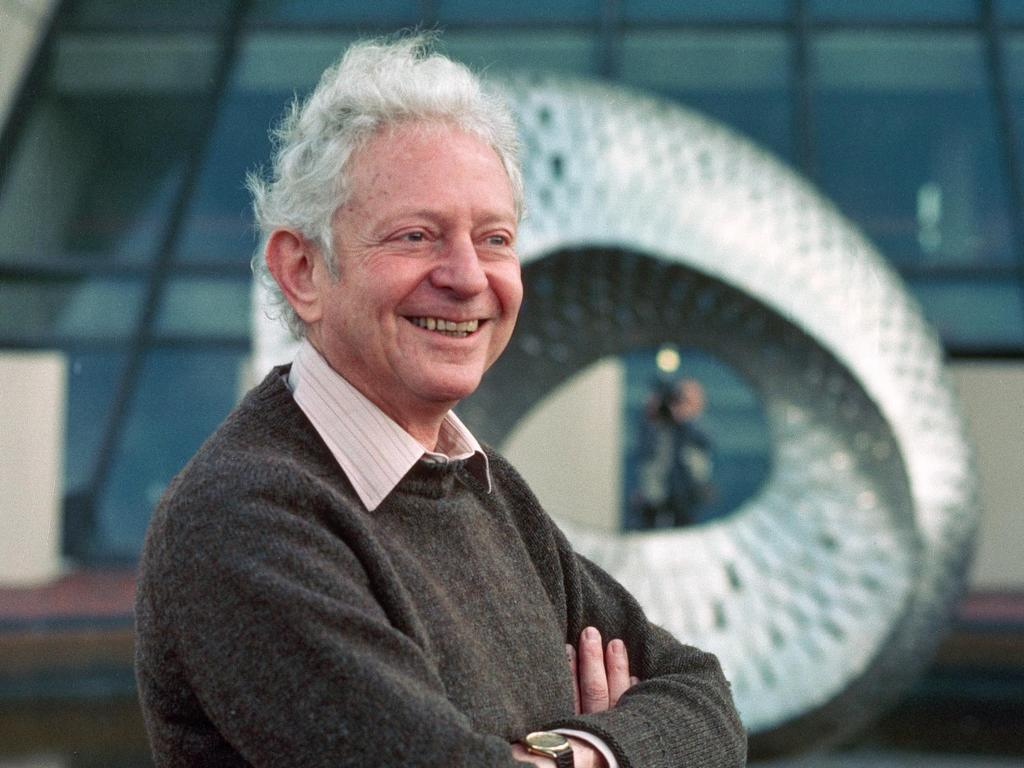
レオン・レーダーマン／10月3日没

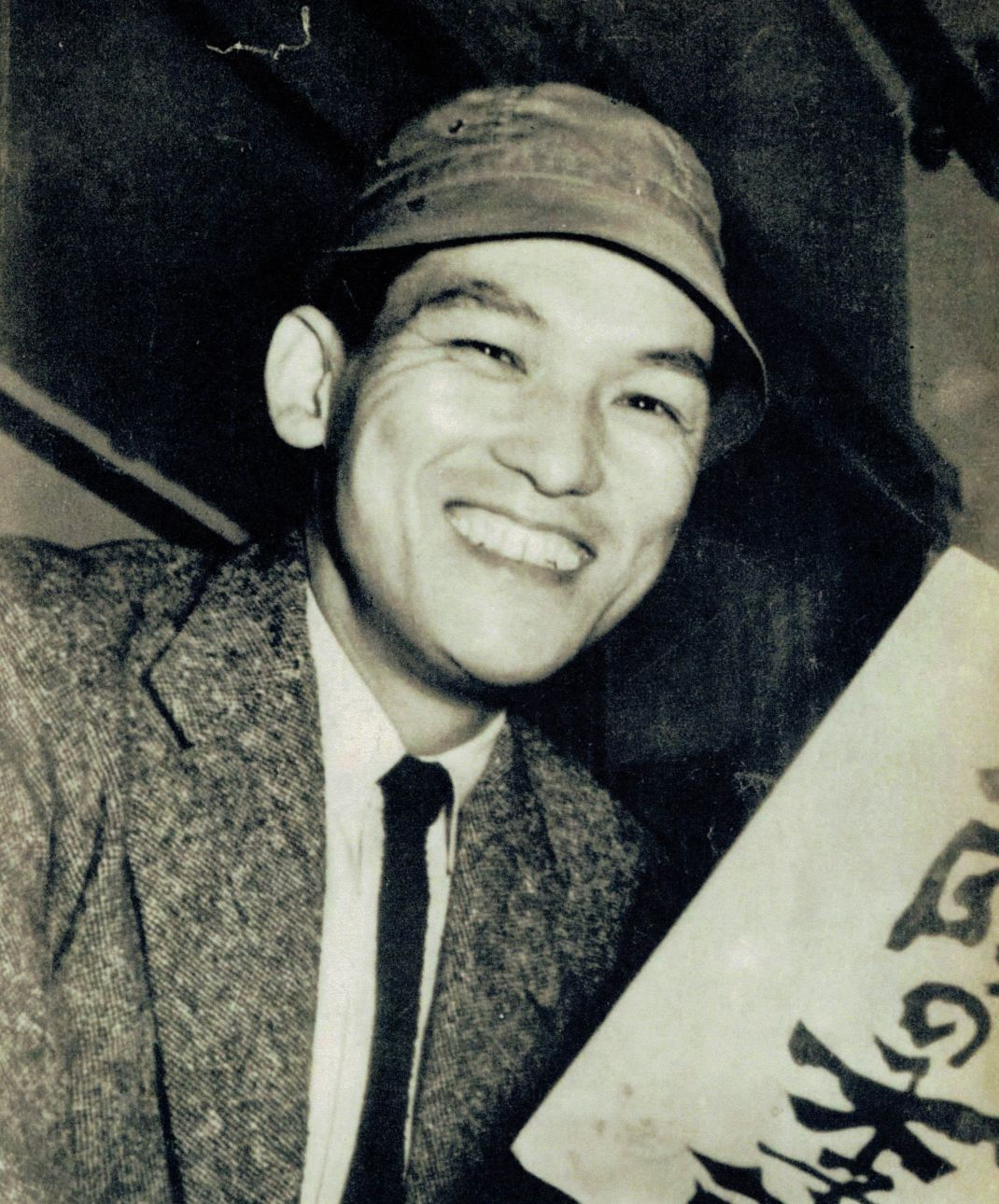
古川卓己／10月4日没

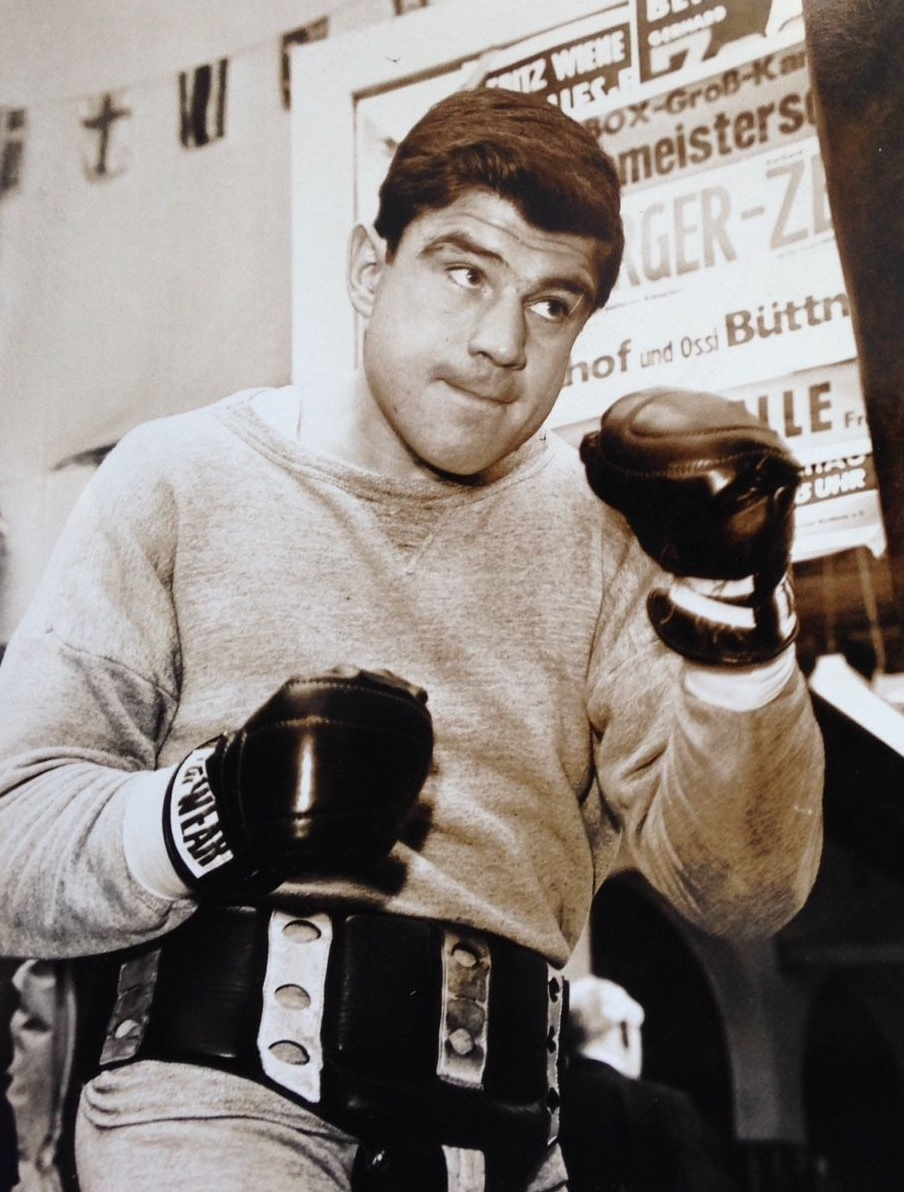
カール・ミルデンバーガー／10月4日没

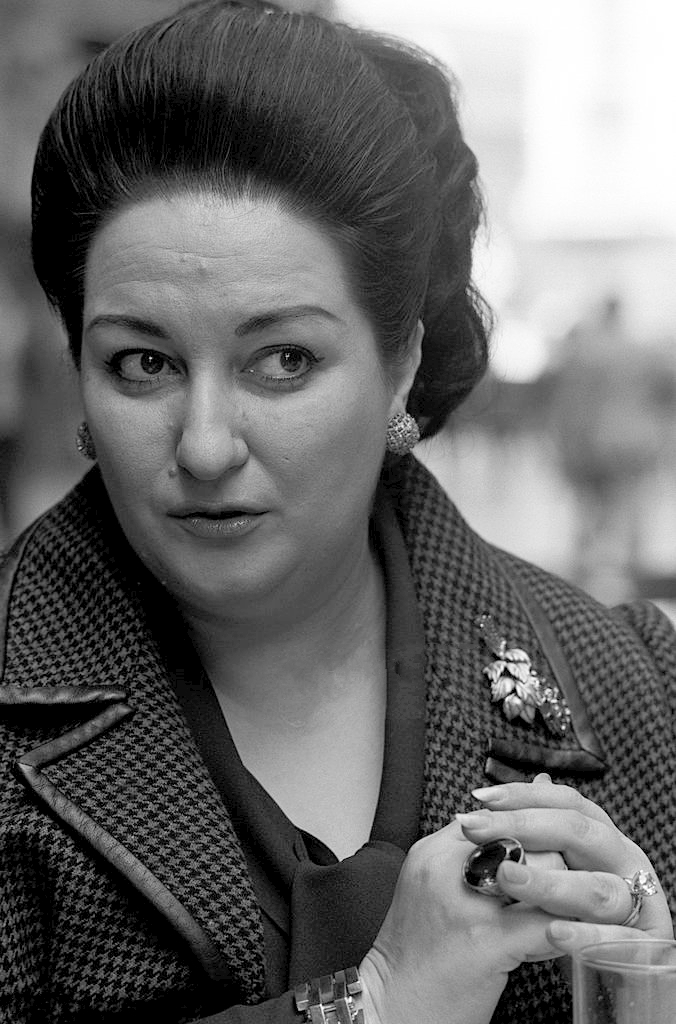
モンセラート・カバリェ／10月6日没

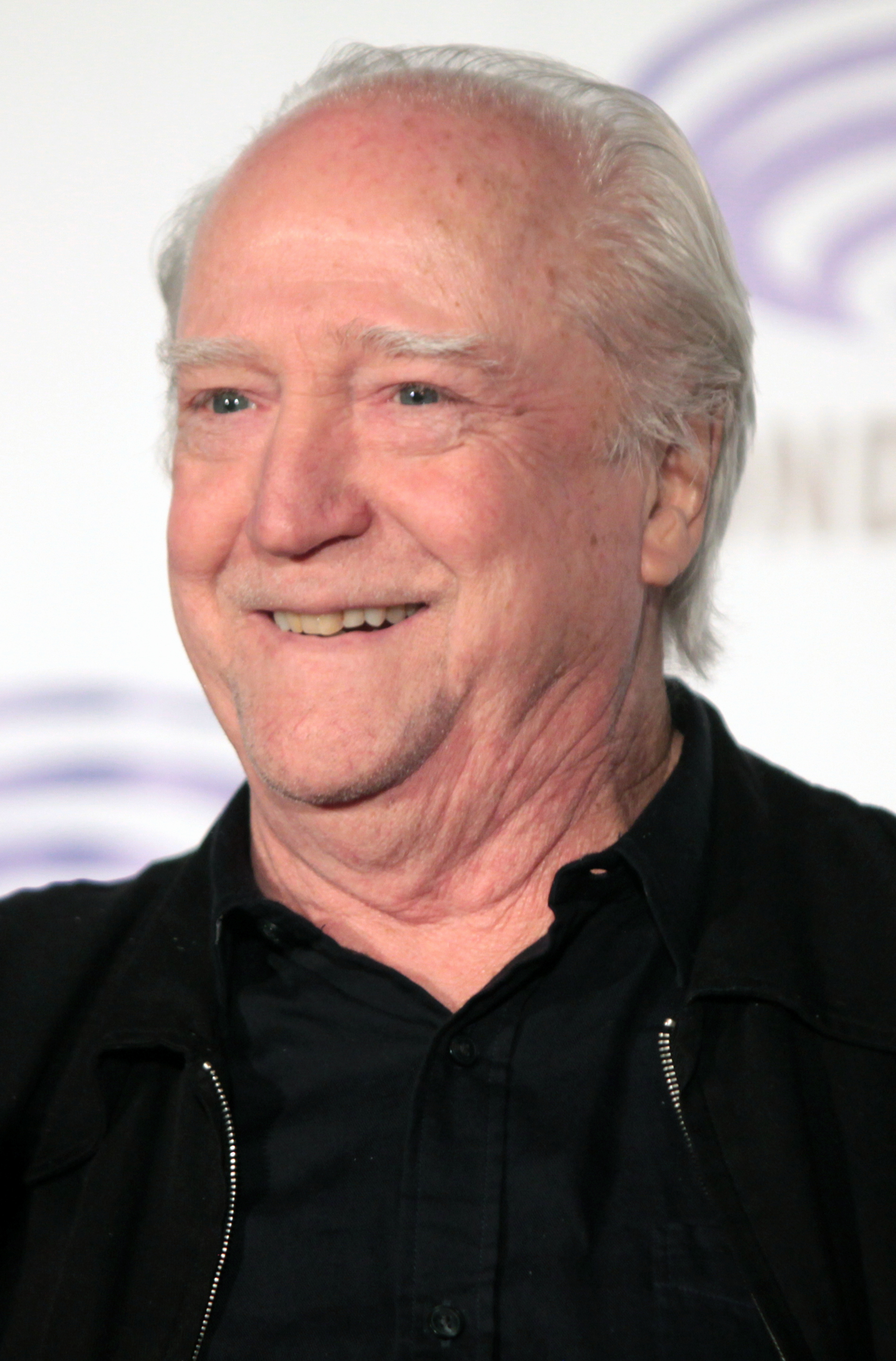
スコット・ウィルソン／10月6日没

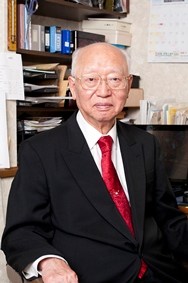
山川民夫／10月7日没

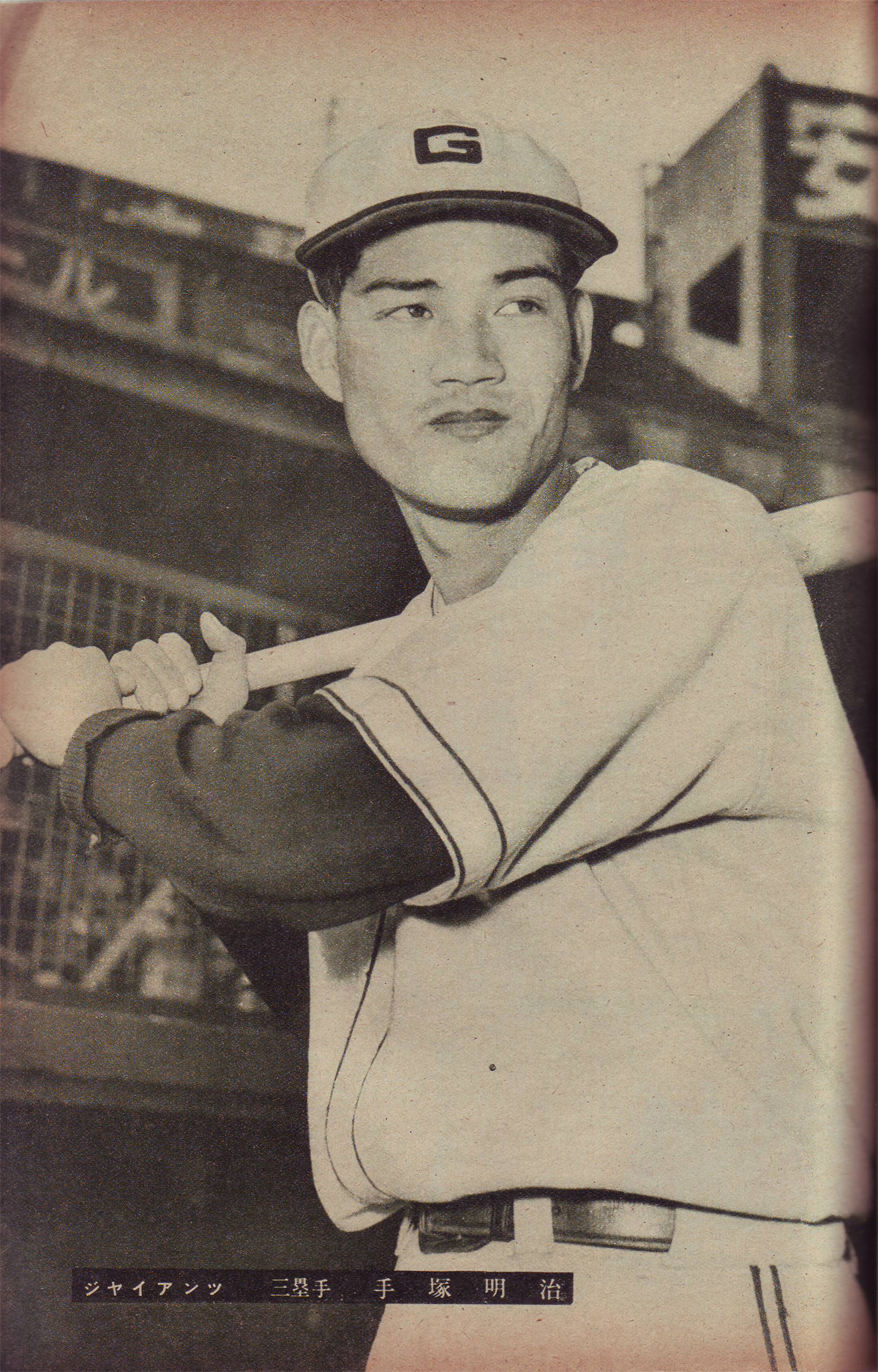
手塚明治／10月9日没

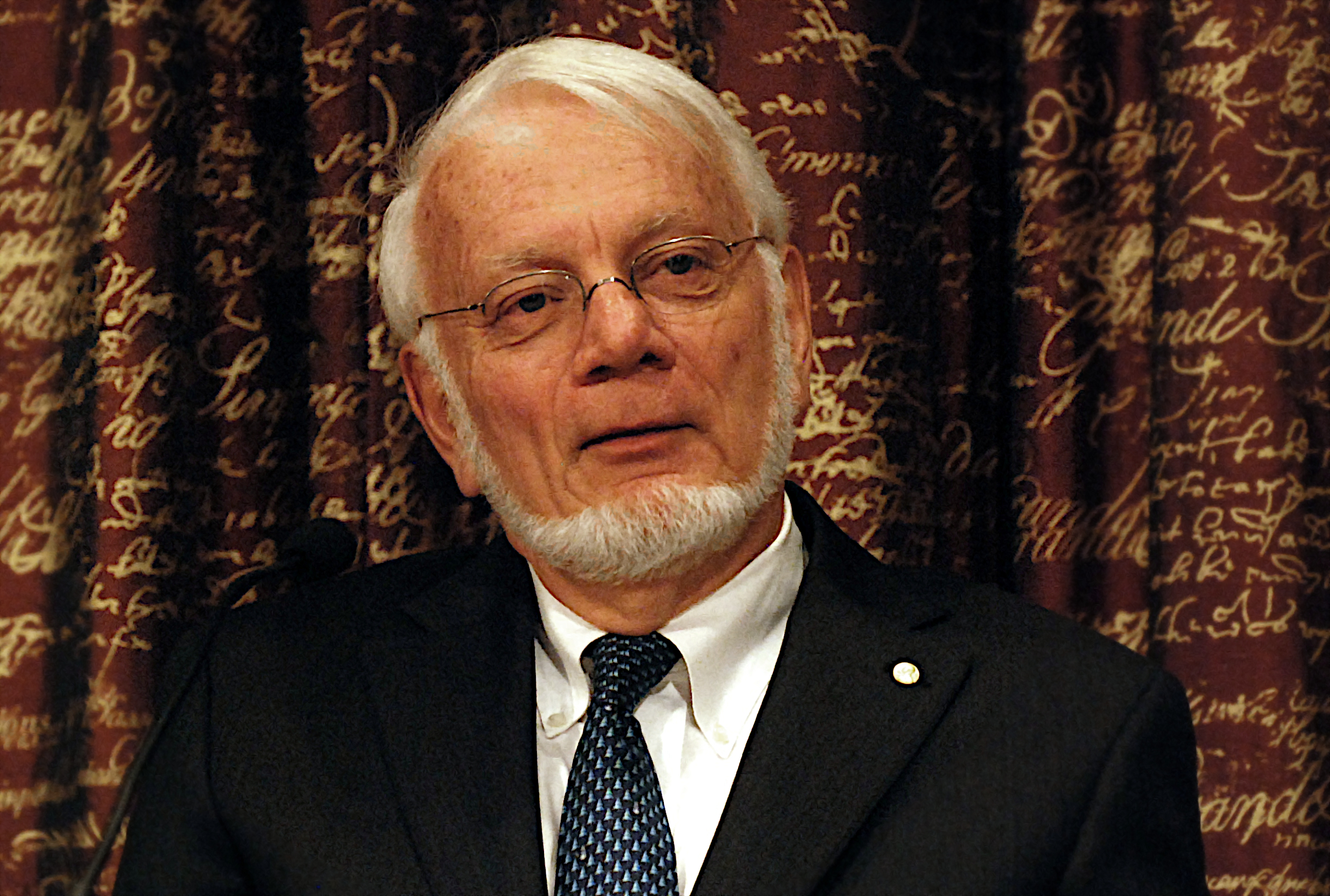
トマス・A・スタイツ／10月9日没

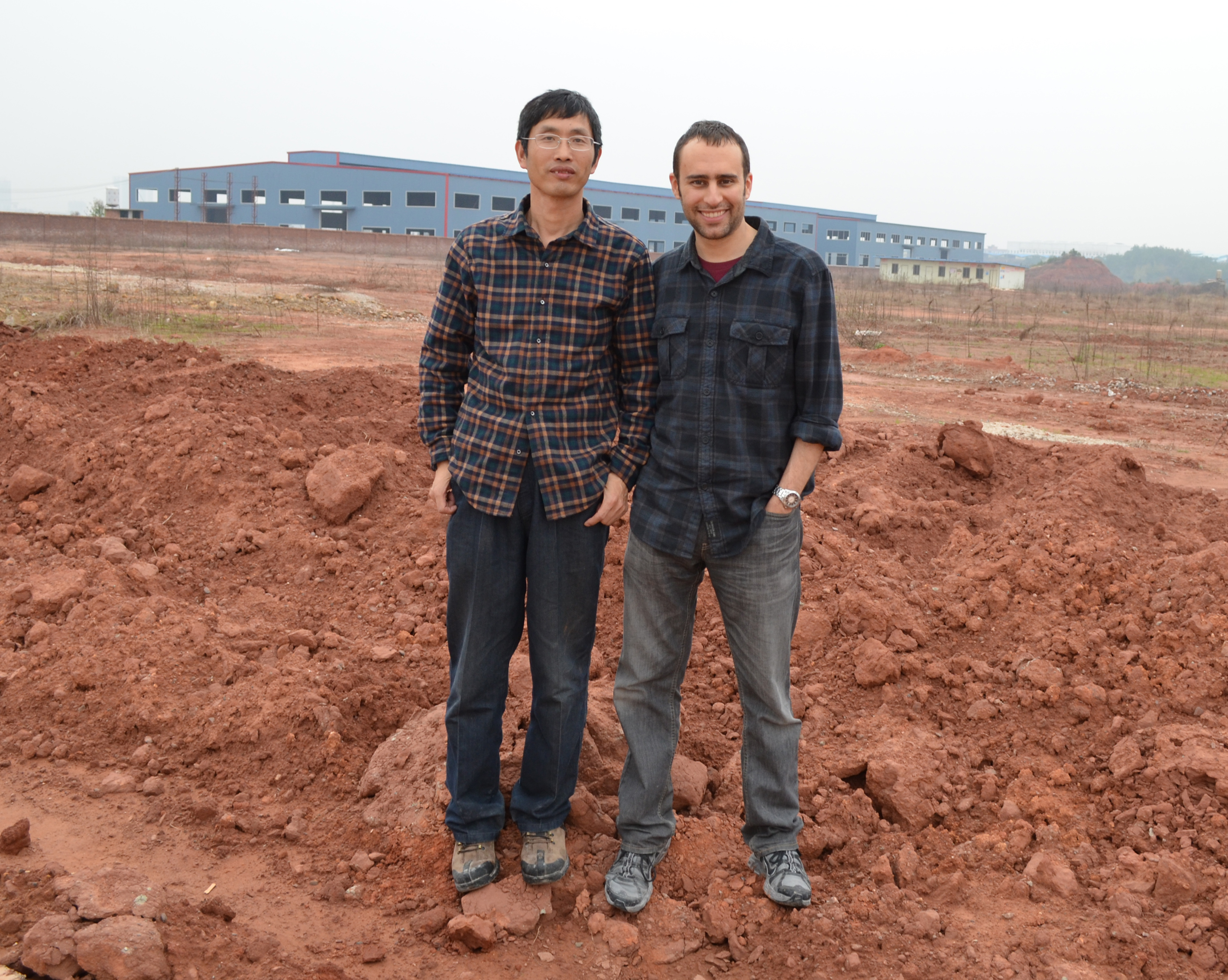
呂君昌（左）／10月9日没

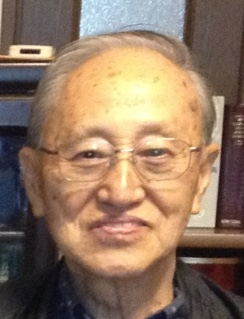
垣田高夫／10月11日没

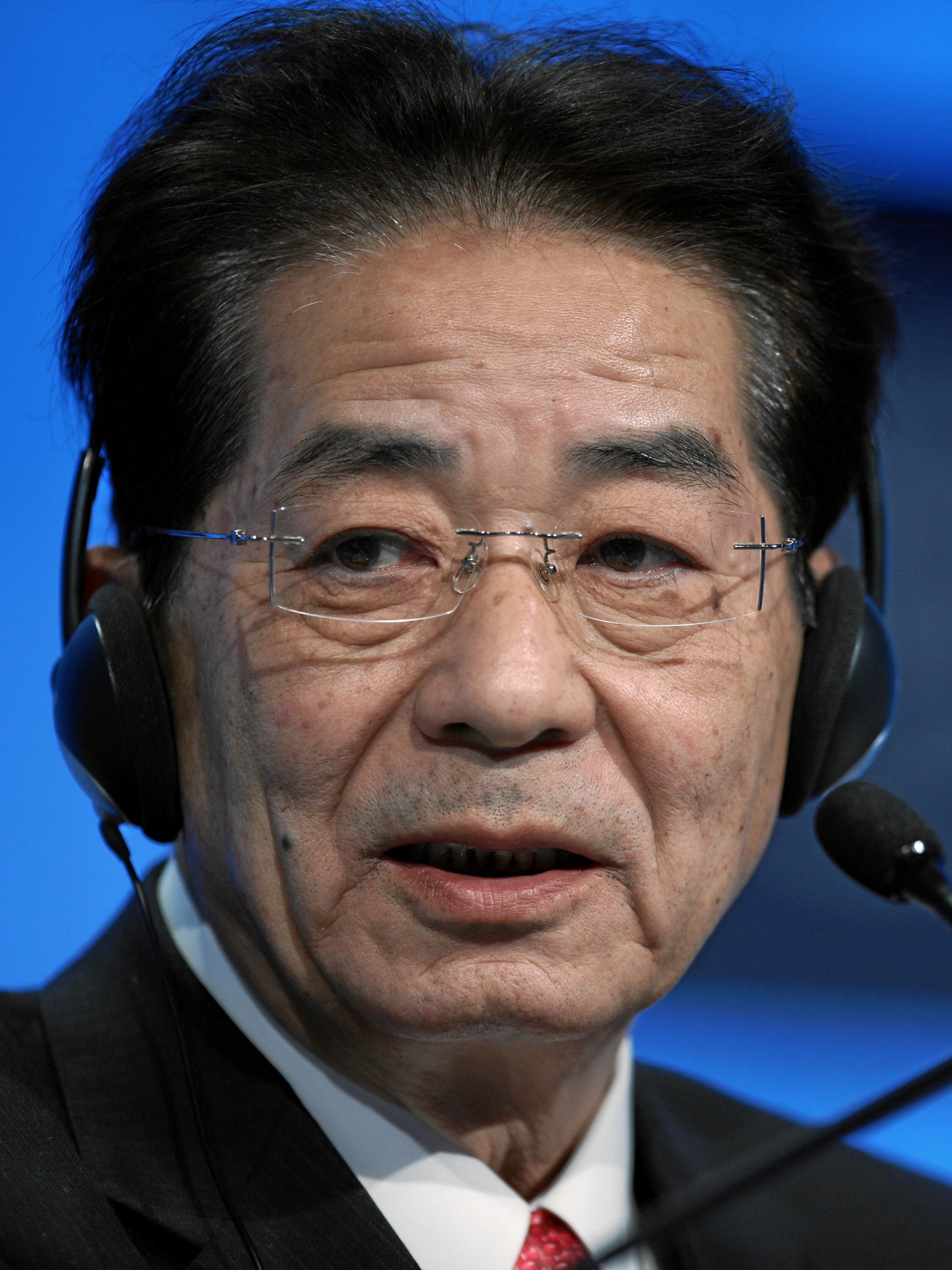
仙谷由人／10月11日没

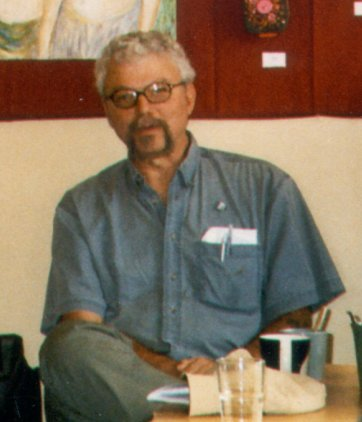
グレッグ・スタフォード／10月11日没

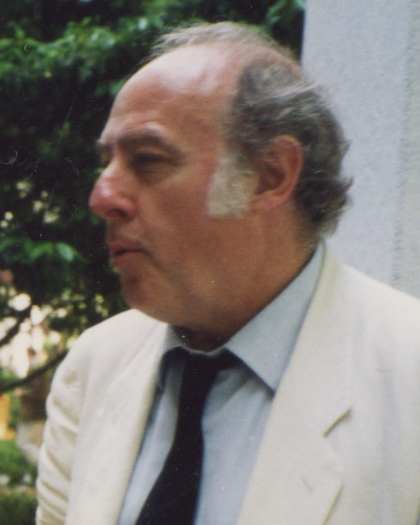
エドゥアルド・アロヨ／10月14日没

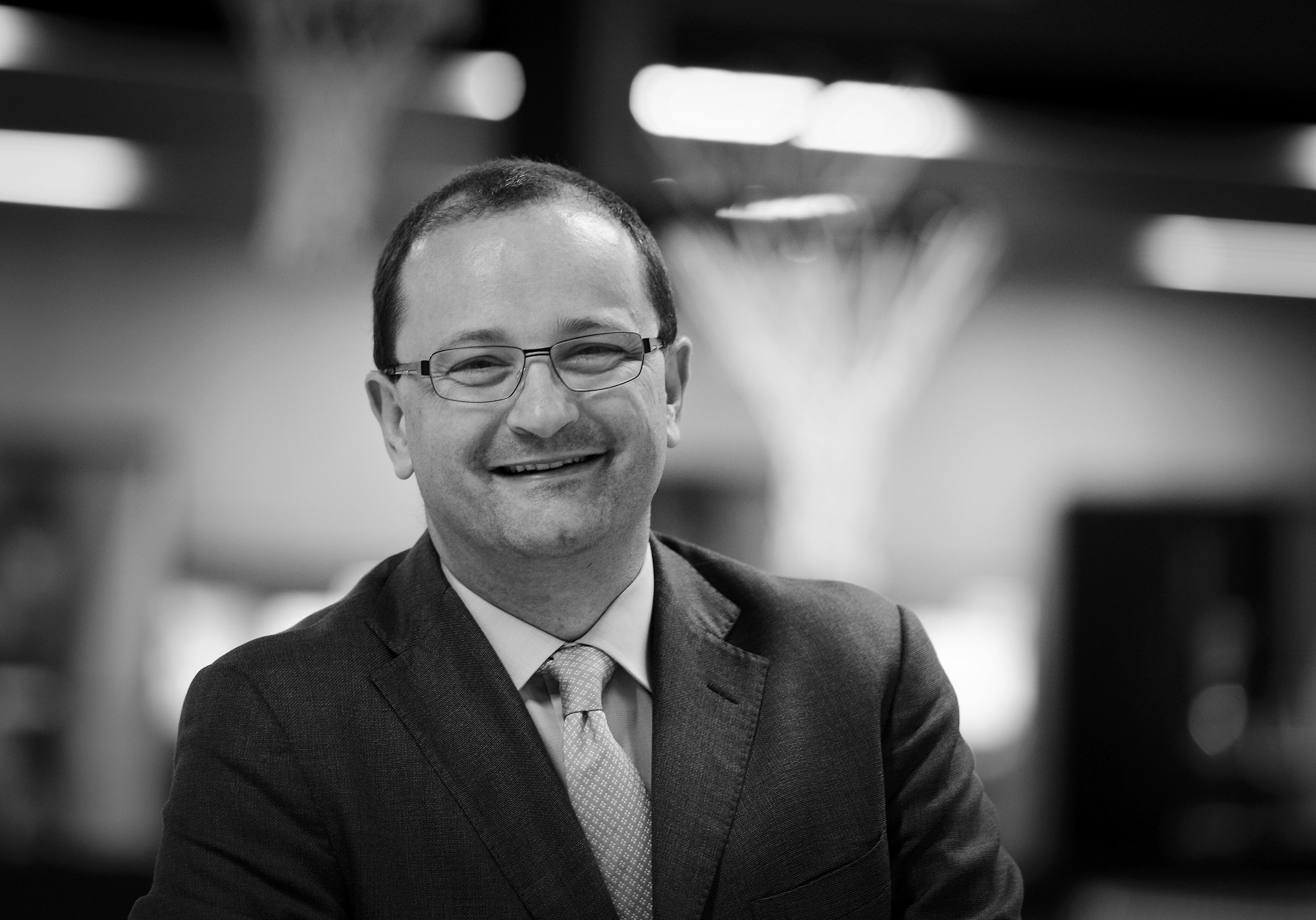
パトリック・バウマン／10月14日没

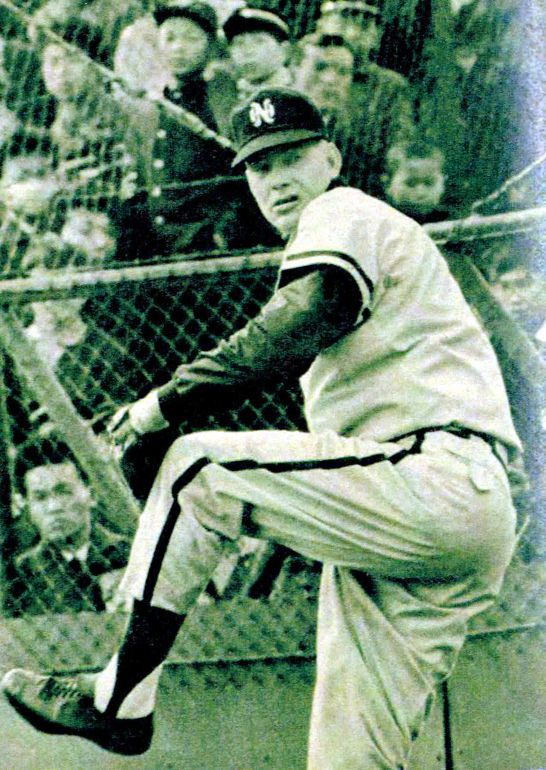
ジョー・スタンカ／10月15日没

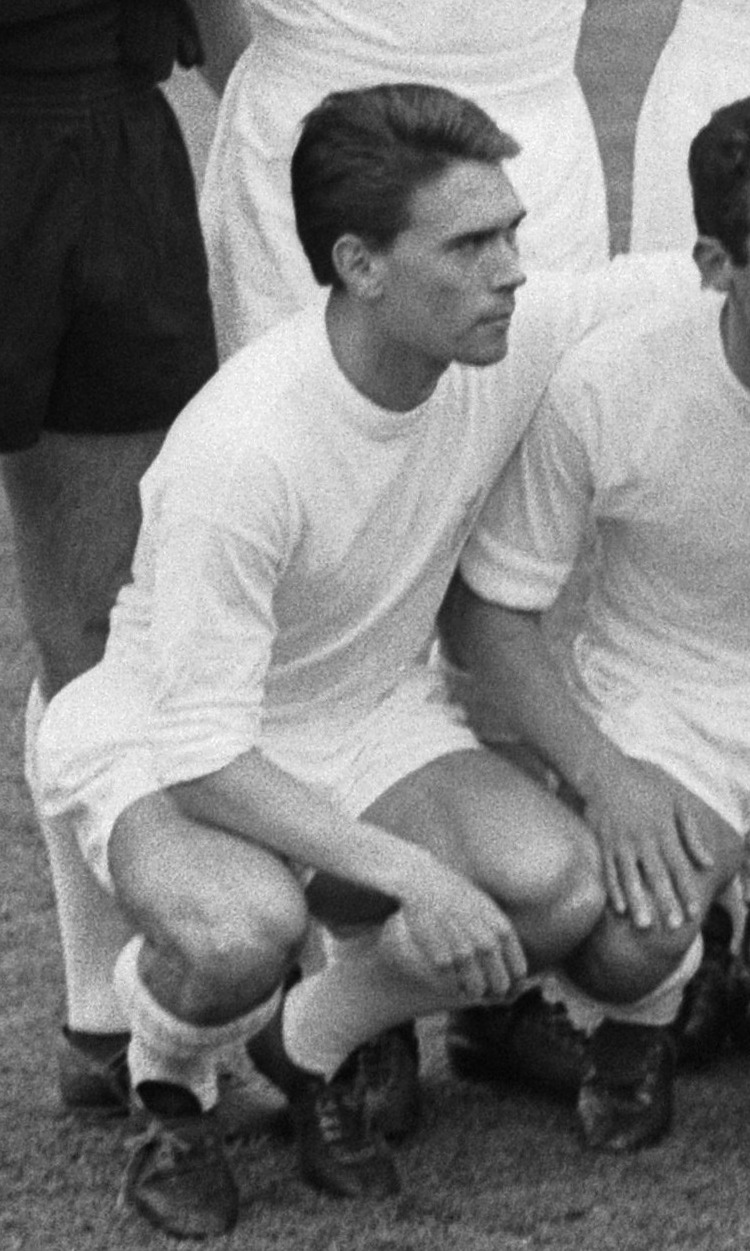
フェルナンド・セレーナ／10月15日没

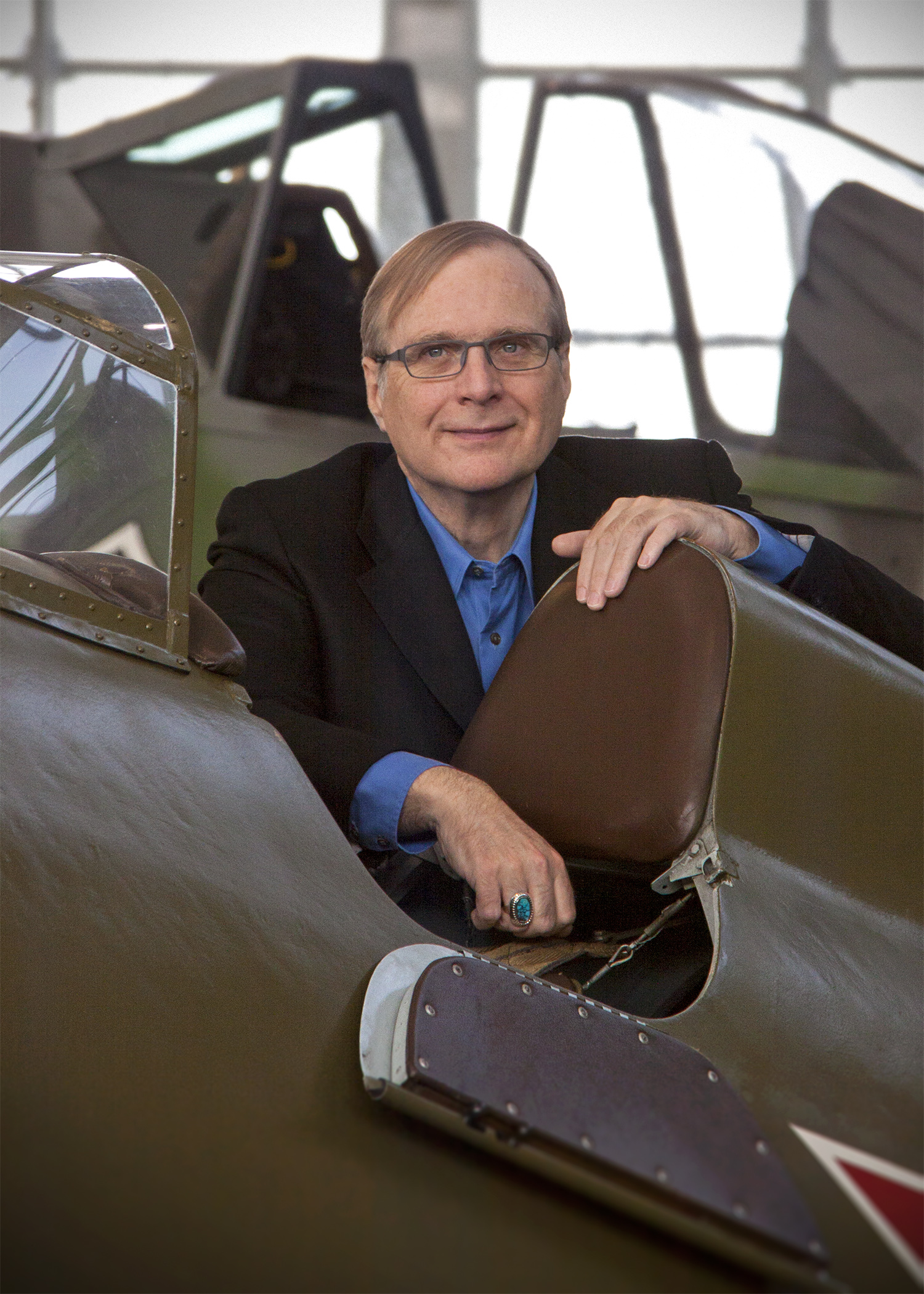
ポール・アレン／10月15日没

- 10月1日 - ドー・ムオイ、ベトナムの政治家、第3代首相、第4代ベトナム共産党中央委員会書記長（* 1917年）[1][2]
- 10月1日 - シャルル・アズナヴール、フランスのシャンソン歌手（* 1924年）[3]
- 10月1日 - 瀬野利太郎、日本の政治家、元愛媛県波方町長（* 1925年）[4]
- 10月1日 - 大木雅夫、日本の法学者、上智大学名誉教授（* 1931年）[5]
- 10月1日 - ステルヴィオ・チプリアーニ、イタリアの作曲家（* 1937年）[6]
- 10月1日 - ペギー・スー・ゲロン、アメリカ合衆国の女性、楽曲『ペギー・スー』のモデル（* 1940年）[7]
- 10月1日 - 岡山潔、日本のバイオリニスト、東京芸術大学名誉教授（* 1942年）[8]
- 10月1日 - カルロス・エスケラ（英語版）、スペインの漫画家（* 1947年）[9]
- 10月1日 - ジェリー・ゴンザレス（英語版）、アメリカ合衆国のバンドマスター、トロンボーン奏者（* 1949年）[10]
- 10月1日 - 3代目三遊亭小金馬、日本の落語家（* 1949年）[11]
- 10月1日 - カロリーヌ・シャリエール（英語版）、スイスの作曲家、指揮者、フルート奏者（* 1960年）[12]
- 10月1日 - グラシアノ・ロッシジャーニ、ドイツのプロボクサー、元IBF世界スーパーミドル級王者・元WBC世界ライトヘビー級暫定王者（* 1963年）[13]
- 10月2日 - 前川滋郎、日本の実業家、元帝人製機社長（* 1922年）[14]
- 10月2日 - 川崎春彦、日本画家、日本藝術院会員（* 1929年）[15]
- 10月2日 - 則武真一、日本の政治家、元日本共産党衆議院議員（* 1931年）[16]
- 10月2日 - 最上壽之、日本の彫刻家、武蔵野美術大学名誉教授（* 1936年）[17]
- 10月2日 - 金田留広、日本のプロ野球選手【東映フライヤーズ、ロッテ・オリオンズ、広島東洋カープ所属】（* 1946年）[18]
- 10月2日 - ジェフ・エメリック、イギリスの音楽プロデューサー、レコーディング・エンジニア（* 1946年）[19]
- 10月2日 - 三野みつる、日本の政治活動家、米軍基地建設を憂う宇川有志の会代表（* 1948年）[20]
- 10月2日 - 三木伸一、日本の実業家、元住友精密工業社長（* 1951年）[21]
- 10月2日 - ジャマル・カショギ、サウジアラビアのジャーナリスト（* 1958年）[22]
- 10月3日 - レオン・レーダーマン、アメリカ合衆国の実験物理学者、ノーベル物理学賞受賞者（* 1922年）[23]
- 10月3日 - 方聞、中国出身のアメリカ合衆国の美術史家、元スタンフォード大学教授（* 1930年）[24]
- 10月3日 - 大谷啓治、日本の哲学者、上智大学第11代学長（* 1930年）[25]
- 10月3日 - 高原慶一朗、日本の実業家、ユニ・チャーム創業者・元社長・元会長（* 1931年）[26]
- 10月3日 - 北野タダオ、日本のジャズピアニスト（* 1934年）[27]
- 10月3日 - 伊藤博義、日本の社会法学者、元宮城教育大学学長・名誉教授（* 1934年）[28]
- 10月3日 - ベント・ロレンツェン、デンマークの作曲家（* 1935年）[29]
- 10月3日 - 許秀卿、大韓民国の詩人（* 1964年）[30]
- 10月4日 - 古川卓己、日本の映画監督（* 1917年）[31]
- 10月4日 - デイヴ・アンダーソン（英語版）、アメリカ合衆国のスポーツライター、ピューリッツァー賞受賞者（* 1929年）[32]
- 10月4日 - カール・ミルデンバーガー、ドイツのプロボクサー（* 1937年）[33]
- 10月4日 - ハミエット・ブルイエット（英語版）、アメリカ合衆国のジャズサクソフォン・クラリネット奏者、作曲家（* 1940年）[34]
- 10月4日 - ウィル・ヴィントン（英語版）、アメリカ合衆国のアニメーション作家（* 1947年）[35]
- 10月4日 - オードリー・ウェルズ、アメリカ合衆国の映画監督（* 1960年）[36]
- 10月4日 - 服部信明、日本の政治家、神奈川県茅ヶ崎市長（* 1961年）[37]
- 10月5日 - 池上忠行、日本の実業家、元北海道新聞社常務取締役、元エフエム北海道社長（* 1930年）[38]
- 10月5日 - 榎本保雄、日本の実業家、エノモト創業者（* 1936年）[39]
- 10月5日 - 折田克子、日本の舞踊家（* 1937年）[40]
- 10月5日 - 萩原千秋、日本の元プロ野球選手（* 1938年）[41]
- 10月5日 - ジミー・デュケノワ（フランス語版）、ベルギーのロードレーサー（* 1995年）[42]
- 10月6日 - モンセラート・カバリェ、スペインのオペラ歌手（* 1933年）[43]
- 10月6日 - ミシェル・ヴォヴェル、フランスの歴史家（* 1933年）[44]
- 10月6日 - 大原誠、日本の演出家、元NHKディレクター（* 1937年）[45]
- 10月6日 - スコット・ウィルソン、アメリカ合衆国の俳優（* 1942年）[46]
- 10月6日 - ドン・アスカリアン、アゼルバイジャン出身のドイツの映画監督、脚本家（* 1949年）[47]
- 10月6日 - 伊藤友彦、日本の実業家、ワカサ代表取締役社長（* 1952年）[48]
- 10月6日 - ビクトリア・マリノバ、ブルガリアのジャーナリスト、TV番組司会者（* 1988年）[49]
- 10月7日 - 有田了、日本の実業家、元JST社長（* 1920年）[50]
- 10月7日 - 山川民夫、日本の生化学者、東京大学・東京薬科大学名誉教授（* 1921年）[51]
- 10月7日 - ペギー・マッケイ（英語版）、アメリカ合衆国の女優（* 1927年）[52]
- 10月7日 - 多菊善和、日本の実業家、元東京ヤクルトスワローズ球団社長（* 1936年）[53]
- 10月7日 - セレステ・ヤーノール（英語版）、アメリカ合衆国の女優（* 1944年）[54]
- 10月7日 - ジョン・ウィックス（英語版）、イギリスのパワー・ポップ歌手、ザ・レコーズ（英語版）メンバー（* 1953年?）[55]
- 10月8日 - ジョージ・タリアフェロ（英語版）、アメリカ合衆国のアメリカンフットボール選手、初めてNFLドラフト指名されたアフリカ系選手（* 1927年）[56]
- 10月8日 - ヴェナンティーノ・ヴェナンティーニ（イタリア語版）、イタリアの俳優（* 1930年）[57]
- 10月8日 - デビッド・ワイズ（英語版）、アメリカ合衆国のジャーナリスト、作家（* 1930年）[58]
- 10月8日 - アーノルド・コペルソン、アメリカ合衆国の映画プロデューサー（* 1935年）[59]
- 10月8日 - 輪島大士、日本の元大相撲力士【第54代横綱】、元プロレスラー【全日本プロレス所属】（* 1948年）[60]
- 10月9日 - 手塚明治、日本のプロ野球選手【読売ジャイアンツ・大洋ホエールズ所属】（* 1921年）[61]
- 10月9日 - アレックス・スパノス（英語版）、アメリカ合衆国の不動産開発業者、ロサンゼルス・チャージャーズオーナー（* 1923年）[62]
- 10月9日 - 日高啓、日本の実業家、元髙島屋社長（* 1924年）[63]
- 10月9日 - 中村徳守、日本の洋画家、元安田女子短期大学教授（* 1926年）[64]
- 10月9日 - 浅井良二、日本の実業家、浅井企画社長（* 1935年）[65]
- 10月9日 - トマス・A・スタイツ、アメリカ合衆国の生化学者、イェール大学・ハワード・ヒューズ医学研究所教授、ノーベル化学賞受賞者（* 1940年）[66]
- 10月9日 - 置田雅昭、日本の考古学者、元天理大学教授（* 1944年）[67]
- 10月9日 - 呂君昌、中華人民共和国の古生物学者、中国地質科学院（中国語版）地学研究所教授（* 1965年）
- 10月10日 - メアリー・ミッジリー（英語版）、イギリスの哲学者（* 1919年）[68]
- 10月10日 - テックス・ウィンター（英語版）アメリカ合衆国のバスケットボール指導者（* 1922年）[69]
- 10月10日 - 小野田三男、日本の教育者、元学習院初等科長、学習院名誉教授（* 1924年）[70]
- 10月10日 - 増田純一郎、日本の政治家、元愛媛県城川町長（* 1926年）[71]
- 10月10日 - ジビア・ガスパレット（ポルトガル語版）、ブラジルの心霊主義作家（* 1926年）[72]
- 10月10日 - 徳才子青良、日本の俳人（* 1928年）[73]
- 10月10日 - 佐々淳行、日本の警察・防衛官僚、初代内閣安全保障室長、危機管理評論家（* 1930年）[74]
- 10月10日 - 藤尾正明、日本の実業家、藤尾製作所創業者（* 1930年）[75]
- 10月10日 - 和久峻三、日本の作家、弁護士（* 1930年）[76]
- 10月10日 - 松田芳郎、日本の経済学者、一橋大学名誉教授 (* 1935年)[77]
- 10月10日（遺体発見日） - 高階航、日本の脚本家（* 1942年）[78]
- 10月10日 - 須佐見憲史、日本の心理学者、近畿大学総合社会学部教授（* 1959年）[79]
- 10月11日 - ダグ・エリス（英語版）、イギリスの起業家、元アストン・ヴィラFCオーナー（* 1924年）[80]
- 10月11日 - 垣田高夫、日本の数学者、早稲田大学名誉教授（* 1928年）[要出典]
- 10月11日 - 岩倉壽、日本の日本画家、京都市立芸術大学名誉教授（* 1936年）[81]
- 10月11日 - ポール・アンドリュー、フランスの建築家（* 1938年）[82]
- 10月11日 - 辻本治男、日本の実業家、元鶴見製作所社長（* 1939年）[83]
- 10月11日 - 西信三、日本の生物学者、北海道大学名誉教授（* 1941年）[84]
- 10月11日 - 仙谷由人、日本の政治家、弁護士、旧民主党政策調査会長、民主党政策調査会長、内閣府特命担当大臣（行政刷新担当）、第2代国家戦略担当大臣、内閣府特命担当大臣（「新しい公共」担当）、第78代内閣官房長官、第86代法務大臣、拉致問題担当大臣、民主党代表代行（* 1946年）[85]
- 10月11日 - 大庭健、日本の倫理学者、専修大学名誉教授（* 1946年）[86]
- 10月11日 - グレッグ・スタフォード、アメリカ合衆国のゲームデザイナー（* 1948年）[87]
- 10月11日 - 市川光太郎、日本の医者、北九州市立八幡病院長（* 1950年）[88]
- 10月12日 - 張俊彦（中国語版）、中華民国の電子工学者、元国立交通大学学長（* 1937年）[89]
- 10月12日 - 小杉武久、日本の作曲家、演奏家（* 1938年）[90]
- 10月12日 - 馬杉宗夫、日本の西洋中世美術史家、武蔵野美術大学名誉教授（* 1942年）[91]
- 10月13日 - ドン・レオ・ジョナサン、アメリカ合衆国のプロレスラー（* 1931年）[92]
- 10月13日 - 栗山欣彌、日本の神経薬理学者、元京都府立医科大学学長（* 1932年）[93]
- 10月13日 - 広部達也、日本の建築学者、東京大学名誉教授（* 1932年）[94]
- 10月13日 - 菅野沖彦、日本のオーディオ評論家（* 1932年）[95]
- 10月13日 - ジム・テイラー（英語版）、アメリカ合衆国のアメリカンフットボール選手、プロフットボール殿堂（* 1935年）[96]
- 10月13日 - 嶺貞子、日本の声楽家、東京藝術大学名誉教授（* 1936年）[97]
- 10月13日（遺体発見日） - 梶谷剛、日本の工学者、東北大学名誉教授（* 1947年）[98]
- 10月13日 - 鹿見喜陌、日本の日本画家、日展会員（* 1948年）[99]
- 10月14日 - 高岡陞、日本の実業家、人形町今半創業者（* 1927年）[100]
- 10月14日 - 林竹聲、日本の書家、毎日書道会常任顧問（* 1934年）[101]
- 10月14日 - 松永武、日本の博物館長、松永文庫館長（* 1935年）[102]
- 10月14日 - メル・ラモス（英語版）、アメリカ合衆国のポップアーティスト（* 1935年）[103]
- 10月14日 - エドゥアルド・アロヨ、スペインの画家、舞台美術家、作家（* 1937年）[104]
- 10月14日 - 川村悌弍、日本の実業家、三晃社会長（* 1938年）[105]
- 10月14日 - ミレナ・ドラヴィッチ（セルビア語版）、セルビアの女優（* 1940年）[106]
- 10月14日 - 田口久克、日本の政治家、茨城県稲敷市長（* 1949年）[107]
- 10月14日 - 上杉和彦、日本の歴史学者、明治大学教授（* 1959年）[108]
- 10月14日 - パトリック・バウマン、スイスの元バスケットボール選手・審判員、国際バスケットボール連盟（FIBA）事務総長（* 1967年）[109]
- 10月15日 - 入沢康夫、日本の詩人、フランス文学者（* 1931年）[110]
- 10月15日 - ジョー・スタンカ、アメリカ合衆国の元プロ野球選手（* 1931年）[111]
- 10月15日 - 飯沼信子、日本のノンフィクション作家（* 1932年）[112]
- 10月15日 - 赤田靖英、日本の実業家、元千葉日報社社長 （* 1936年）[113]
- 10月15日 - 石川球太、日本の漫画家（* 1940年）[114]
- 10月15日 - フェルナンド・セレーナ、スペインのサッカー選手、元スペイン代表（* 1941年）[115]
- 10月15日 - アルト・パーシリンナ（英語版）、フィンランドの小説家（* 1942年）[116]
- 10月15日 - ポール・アレン、アメリカの実業家、マイクロソフト社共同創業者（* 1953年）[117]
- 10月15日 - 吉田一正、日本の実業家、日本エマージェンシーアシスタンス社長（* 1955年）[118]

## (16日 - 31日)

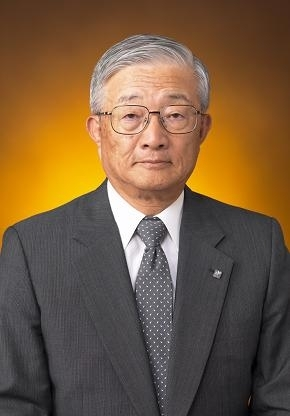
樋口公啓／10月16日没

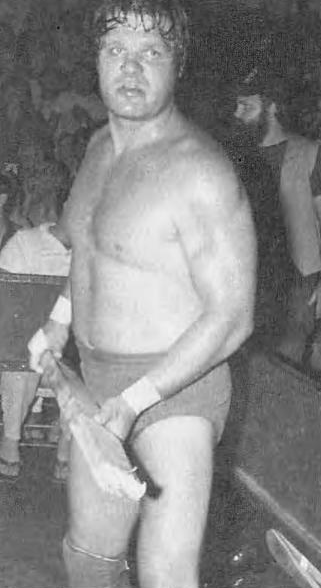
ディック・スレーター／10月18日没

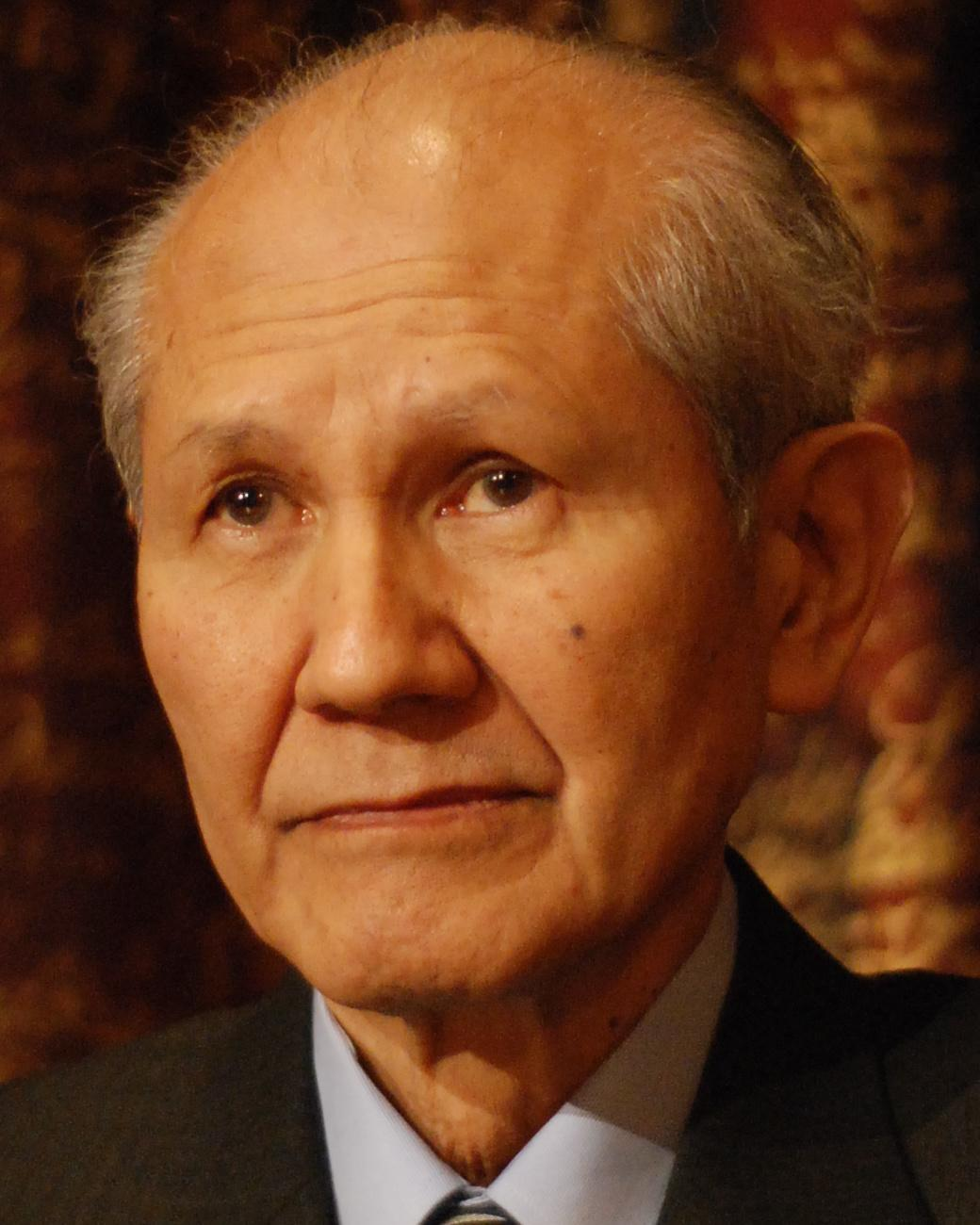
下村脩／10月19日没

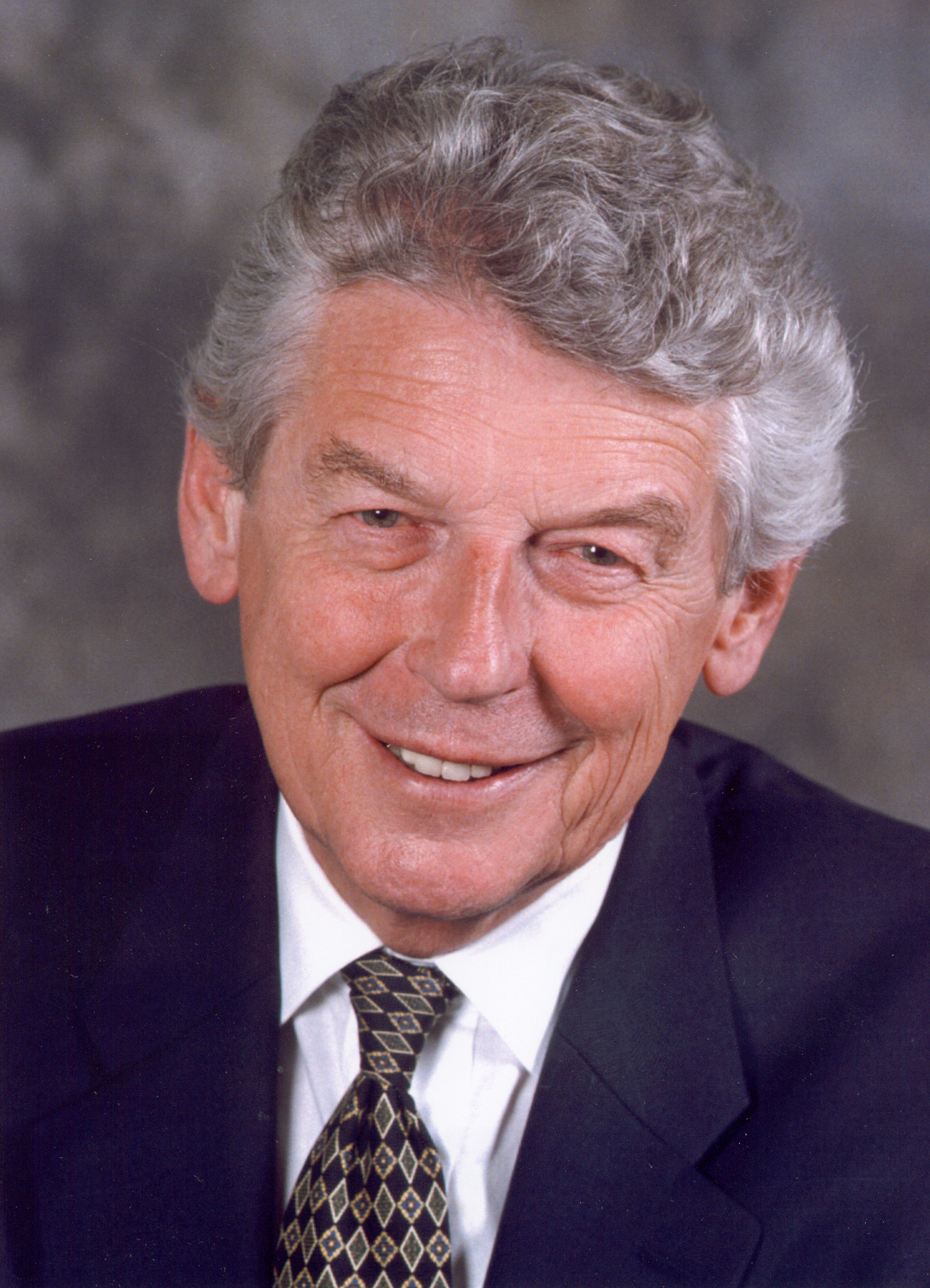
ウィム・コック／10月20日没

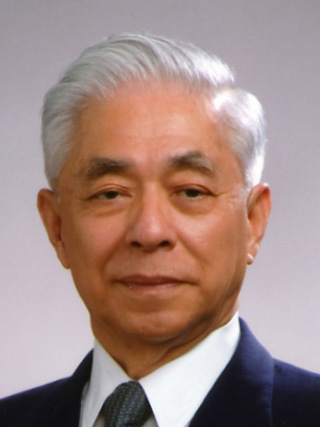
西澤潤一／10月21日没

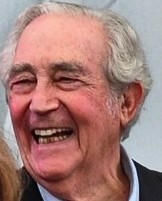
ジェームズ・カレン／10月23日没

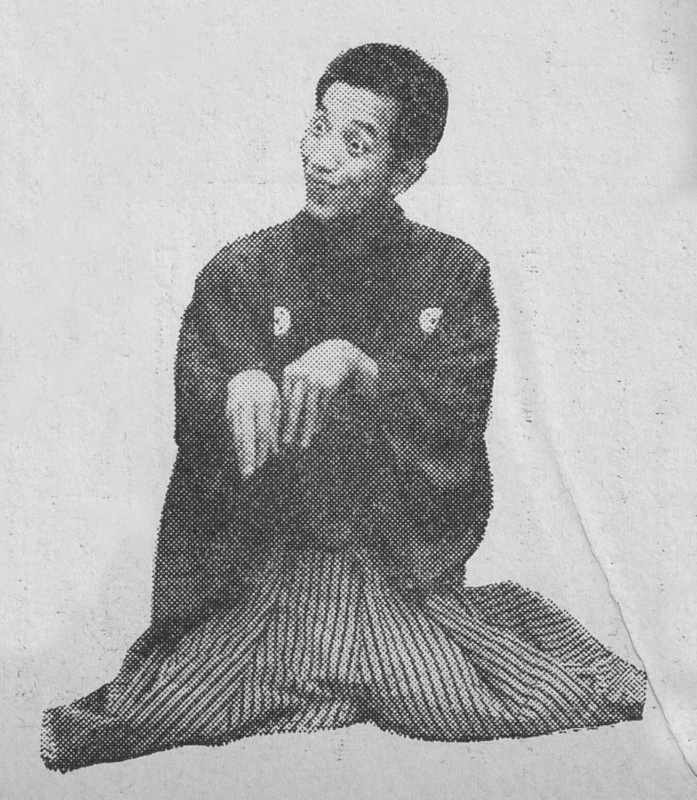
三笑亭笑三／10月24日没

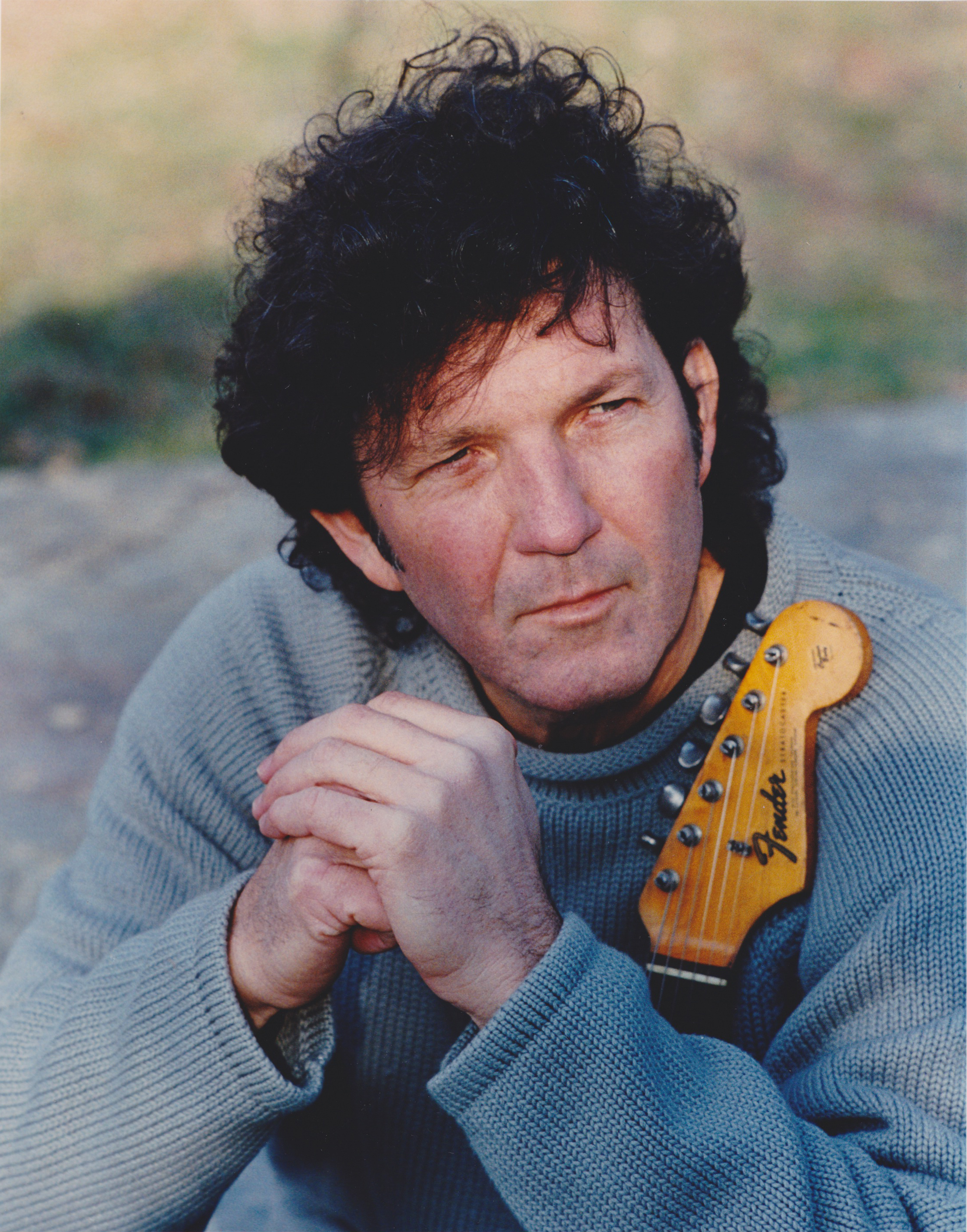
トニー・ジョー・ホワイト／10月24日没

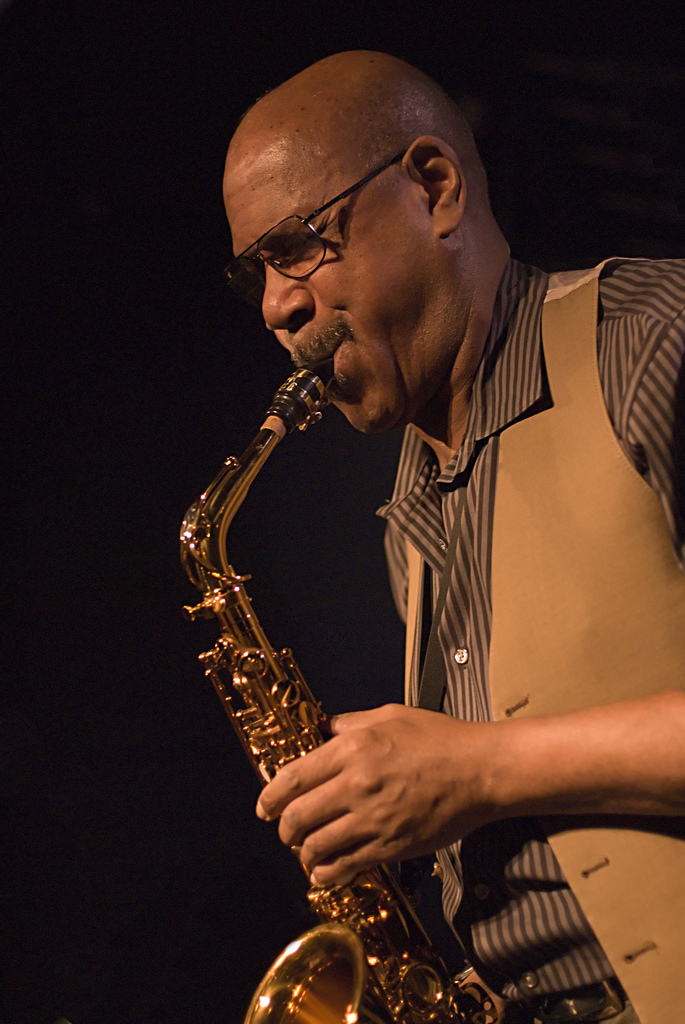
ソニー・フォーチュン／10月25日没

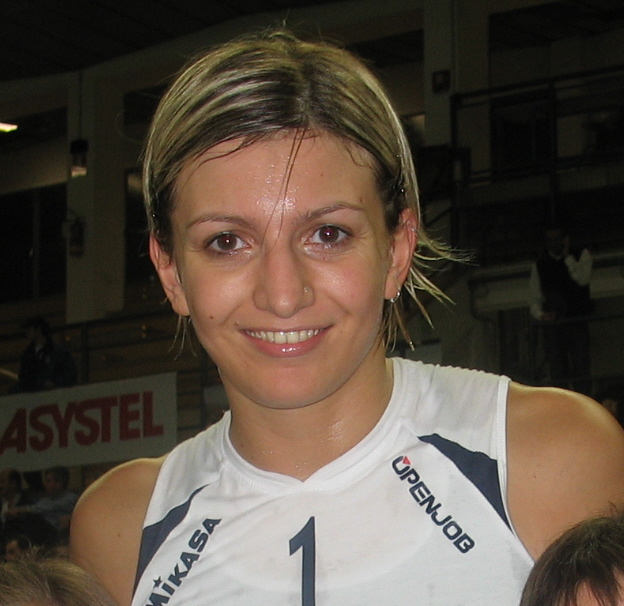
サラ・アンツァネッロ／10月25日没

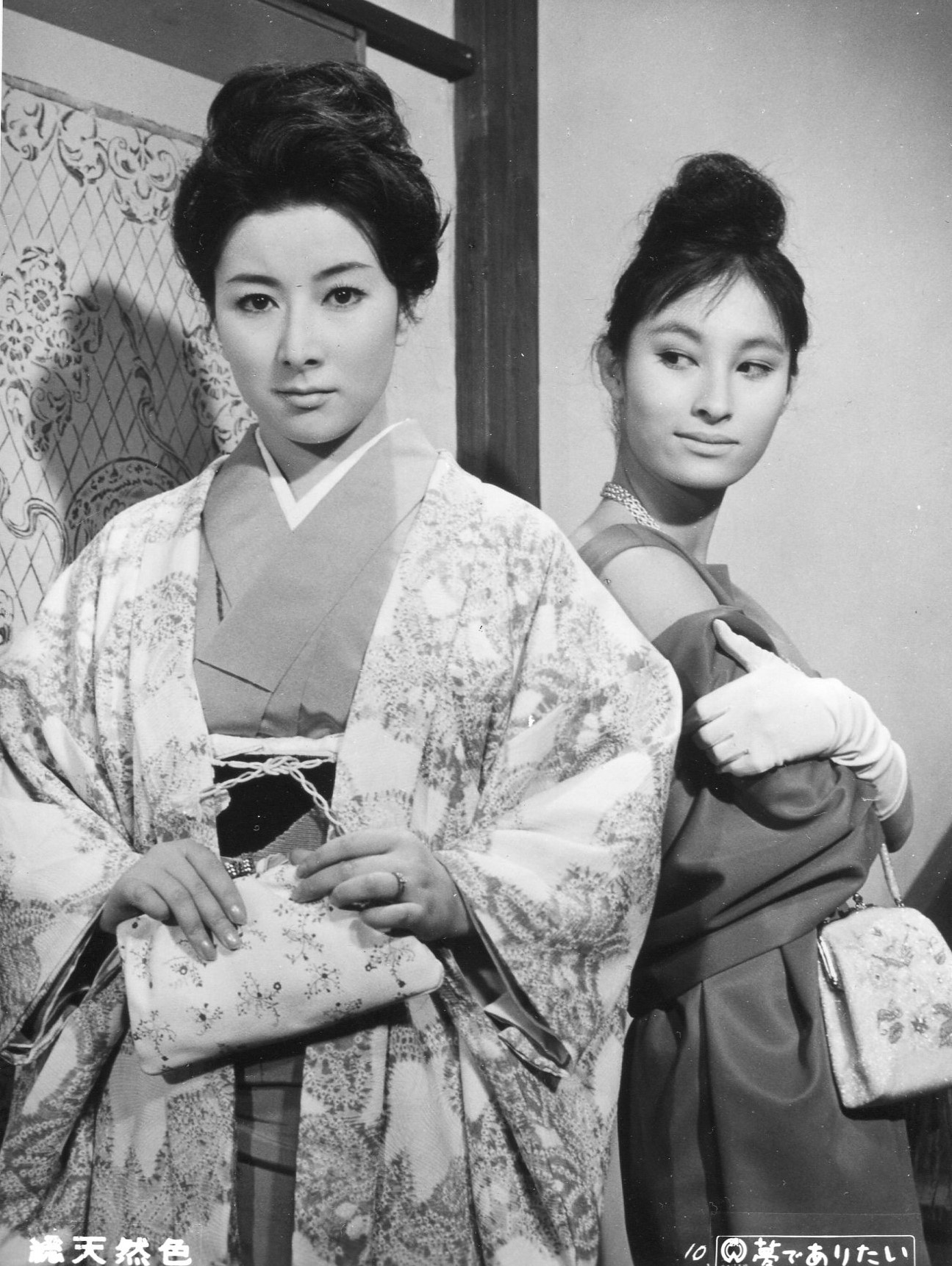
江波杏子（右）／10月27日没

ヴィチャイ・スリヴァッダナプラバ／10月27日没

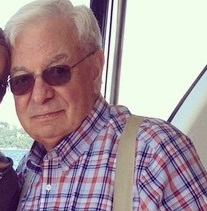
マリオ・セガール／10月27日没

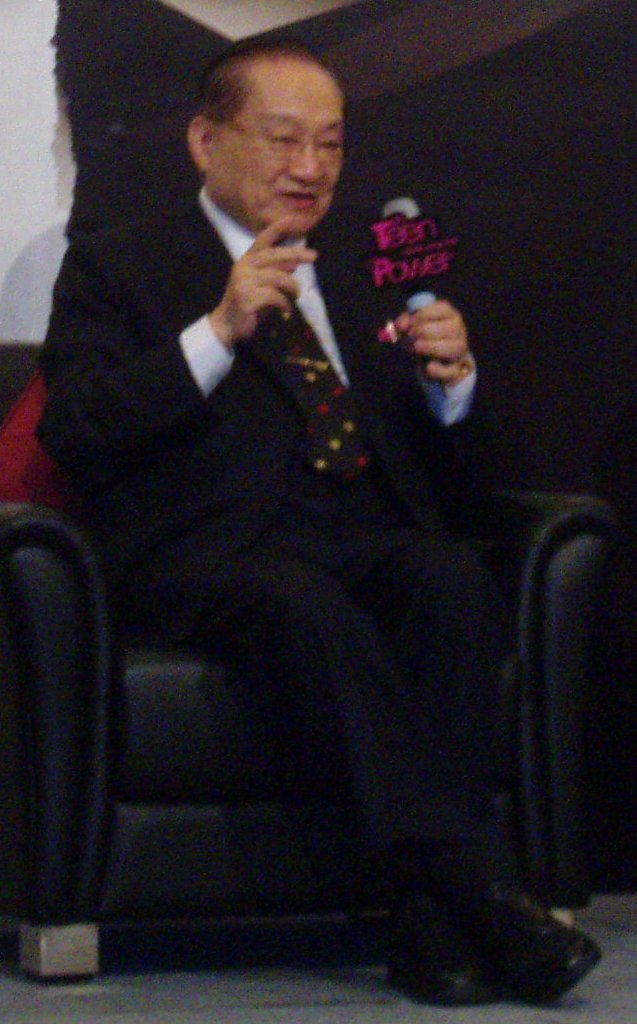
金庸／10月30日没

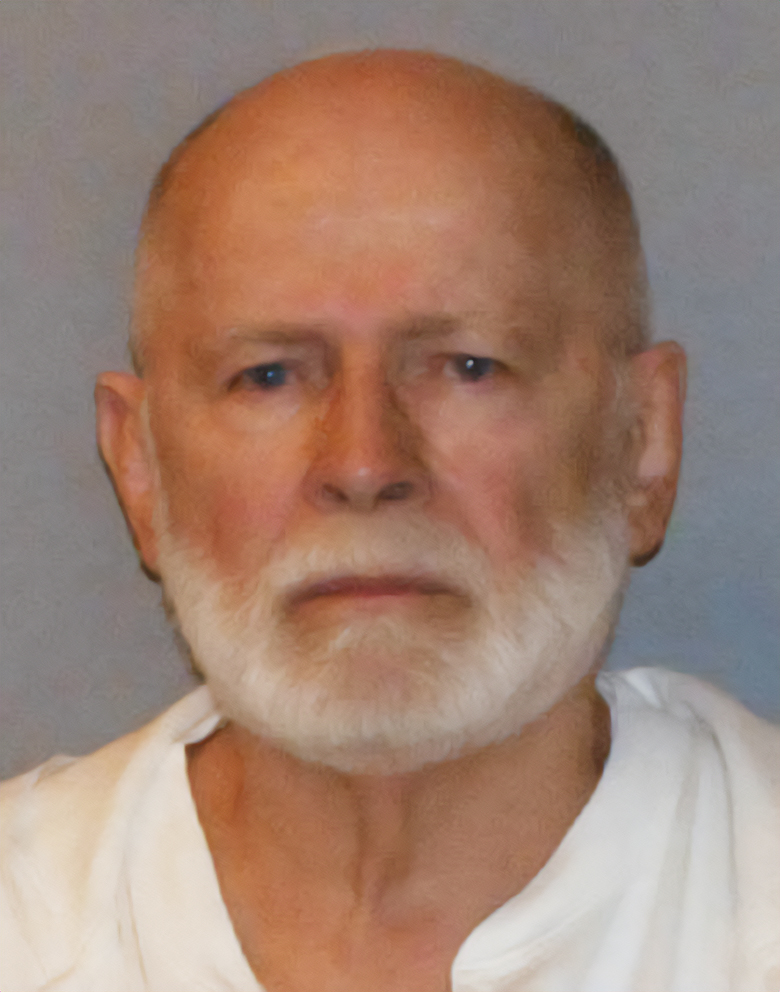
ジェームズ・ジョセフ・バルジャー／10月30日没

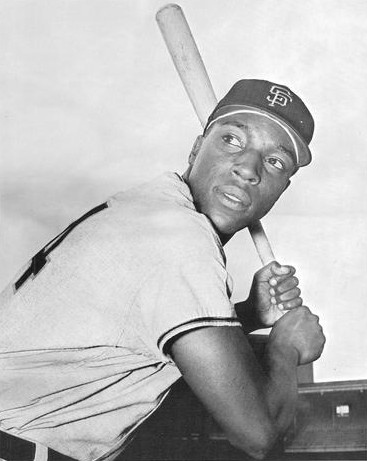
ウィリー・マッコビー／10月31日没

- 10月16日 - イスマイル・アマット（英語版）、中華人民共和国（ウイグル族）の政治家、元国家民族事務委員会主任（* 1935年）[119]
- 10月16日 - 樋口公啓、日本の実業家、元東京海上火災保険社長（* 1936年）[120]
- 10月16日 - イアン・キアナン（英語版）、オーストラリアのヨット乗り、環境保護活動家（* 1940年）[121]
- 10月16日 - 大沼保昭、日本の法学者、東京大学名誉教授、元明治大学特任教授（* 1946年）[122]
- 10月17日 - 古川清蔵、日本のプロ野球選手【名古屋軍・中部日本軍・中部日本ドラゴンズ・阪急ブレーブス所属】（* 1922年）[123]
- 10月17日 - 井ノ口泰淳、日本の仏教学者、龍谷大学名誉教授、浄土宗西山深草派管長、同派総本山誓願寺法主（* 1922年）[124]
- 10月17日 - ジャック・モノリ（フランス語版）、フランスの画家、映像作家（* 1924年）[125]
- 10月17日 - 遠藤真二、日本の物理学者、東京女子大学名誉教授（* 1924年）[126]
- 10月17日 - アラ・ギュレル（トルコ語版）、トルコの写真家（* 1928年）[127]
- 10月17日 - 田中信夫、日本の声優、ナレーター（* 1935年）[128]
- 10月17日 - 冨塚宥暻、日本の政治家、前福島県田村市長（* 1946年）[129]
- 10月17日 - 天野有、日本の神学者、西南学院大学教授（* 1955年）[130]
- 10月17日 - 辻谷耕史、日本の声優、ナレーター（* 1962年）[131]
- 10月17日 - オリー・ハーバート（ポーランド語版）、アメリカ合衆国のギタリスト、オール・ザット・リメインズメンバー（* 1974年）[132]
- 10月18日 - ランドルフ・ホカンソン（英語版）、アメリカ合衆国のピアニスト（* 1915年）[133]
- 10月18日 - 小谷稔、日本の歌人、奈良学園大学名誉教授（* 1928年）[134]
- 10月18日 - 長部日出雄、日本の小説家、評論家（* 1934年）[135][136]
- 10月18日 - 岩原侑、日本の実業家、元近江兄弟社社長、元財団法人<現公益財団法人>近江兄弟社理事長（* 1934年）[137]
- 10月18日 - アブドゥッラフマーン・スワール・アッ＝ザハブ（英語版）、スーダンの軍人、政治家、第6代同国国家元首（暫定軍事評議会議長）（* 1934年）[138]
- 10月18日 - 八木基雄、日本の実業家、元新日鐵住金常務、元日鉄住金鋼管社長（* 1938年）[139]
- 10月18日 - 吉田敏男、日本の数学者、広島大学名誉教授（* 1942年）[140]
- 10月18日 - ディック・スレーター、アメリカ合衆国のプロレスラー（* 1951年）[141]
- 10月18日 - トッド・ボル（英語版）、アメリカ合衆国の教師、小さな図書館運動提唱者（* 1956年）[142]
- 10月18日 - ダニー・レイナー（英語版）、アメリカ合衆国の映画監督（* 1961年）[143]
- 10月18日 - 真木和、日本の元陸上競技選手〈長距離走）・マラソン〉（* 1968年）[144]
- 10月19日 - 宇佐美魚目、日本の俳人、書家（* 1926年）[145]
- 10月19日 - 樋口敬二、日本の氷雪物理学者、名古屋大学名誉教授（* 1927年）[146]
- 10月19日 - 下村脩、日本の生物学者、ボストン大学名誉教授（* 1928年）[147]
- 10月19日 - 穂積隆信、日本の俳優、声優（* 1931年）[148][149][150]
- 10月19日 - 木村圭市郎、日本のアニメーション作画監督（* 1938年）[151]
- 10月19日 - 墻内千尋、日本の物理学者、立命館大学名誉教授（* 1943年）[152]
- 10月20日 - 荻原欣子、日本の歌人（* 1926年）[153]
- 10月20日 - 原田喜一、日本の政治家、元秋田県鳥海町長（* 1929年）[154]
- 10月20日 - 芦田淳、日本のファッションデザイナー（* 1930年）[155][156]
- 10月20日 - 小林漢二、日本の経済学者、愛媛大学名誉教授（* 1930年）[157]
- 10月20日 - 石川勝三、日本の実業家、元大曲商工会議所会頭（* 1931年）[158]
- 10月20日 - 荒井健次、日本の工学者、神戸大学名誉教授（* 1933年）[159]
- 10月20日 - ピーター・ヴェラパン（英語版）、マレーシアの団体理事、元アジアサッカー連盟事務局長（* 1935年）[160]
- 10月20日 - 綿貫墨石、日本の書家、毎日書道展審査会員（* 1935年）[161]
- 10月20日 - 北白川道久、日本の元皇族、元伊勢神宮大宮司、神社本庁統理（* 1937年）[162]
- 10月20日 - 荻野幸和、日本の政治家、元富山県黒部市長（* 1938年）[163]
- 10月20日 - ウィム・コック、オランダの政治家、元首相（* 1938年）[164]
- 10月20日 - 関根建男、日本の実業家、元CM総合研究所代表（* 1939年）[165]
- 10月20日 - 岳華（中国語版）、香港の俳優（* 1942年）[166]
- 10月20日 - 日名子泰通、日本の実業家、元九州電力副社長、にしけい会長（* 1944年）[167]
- 10月20日 - 郭炳湘（中国語版）、香港の実業家、前新鴻基地産（中国語版）主席（* 1950年）[168]
- 10月20日 - キース・ヘインズ、アメリカ合衆国のキーボード奏者、音楽プロデューサー、歌手（* 1964年）[169]
- 10月20日 - ジョン・マクマリー（英語版）、カナダのラッパー、フリースキーヤー（* 1984年）[170]
- 10月21日 - ヨアヒム・レンネベルグ（ノルウェー語版）、ノルウェーの元軍人、ノルスク・ハイドロ重水工場破壊工作作戦に参加した破壊工作員（* 1919年）[171]
- 10月21日 - アール・バッケン（英語版）、アメリカ合衆国の技術者、実業家、慈善活動家、メドトロニック創業者（* 1924年）[172]
- 10月21日 - 西澤潤一、日本の工学者、東北大学名誉教授・元総長、元岩手県立大学・首都大学東京学長、上智大学特任教授（* 1926年）[173]
- 10月21日 - ダット・タン・チン・ナム（英語版）、マレーシア出身の実業家、馬主（* 1926年）[174]
- 10月21日 - 杉村フサ、日本の講師、アイヌ文化伝承者（* 1939年）[175]
- 10月21日 - 本多隆朗、日本の僧侶、ラジオパーソナリティ、元毎日放送テレビプロデューサー、前西本願寺執行長（* 1943年）[176]
- 10月21日 - チャールズ・ワン（英語版）、アメリカ合衆国の実業家、CAテクノロジーズ創業者、ニューヨーク・アイランダースオーナー（* 1944年）[177]
- 10月21日 - 岩崎万勉、日本の政治家、奈良県平群町長（* 1946年）[178]
- 10月21日 - イリエ・バラチ（ルーマニア語版）、ルーマニアのサッカー選手・監督、元ルーマニア代表（* 1956年）[179]
- 10月22日 - ジルベルト・ベネトン（イタリア語版）、イタリアの実業家、ベネトン共同創業者（* 1941年）[180]
- 10月22日 - アルトゥル・シュナーベル、ドイツの柔道家、1984年ロサンゼルスオリンピック無差別級銅メダリスト（* 1947年）[181]
- 10月22日 - ボリス・ココレフ（ロシア語版）、ロシアのピストル射撃選手、1996年アトランタオリンピック50mフリーピストル金メダリスト（* 1959年）[182]
- 10月23日 - ジェームズ・カレン、アメリカ合衆国の俳優（* 1923年）[183]
- 10月23日 - 田口昭二、日本の実業家、元東亜道路工業会長（* 1927年）[184]
- 10月23日 - 藤井賢、日本の政治家、前香川県綾川町長（* 1929年）[185]
- 10月23日 - 佐藤弦、日本の化学者、上智大学名誉教授（* 1930年）[186]
- 10月23日 - マイティ・シャドウ（英語版）、トリニダード・トバゴのカリプソ歌手（* 1941年）[187]
- 10月23日 - 手崎弘行、日本の元プロボクサー、ボクシング審判員（* 1932年）[188]
- 10月23日 - 太田勝志、日本の実業家、前東洋熱工業社長（* 1946年）[189]
- 10月23日 - トニー・ホーグランド（英語版）、アメリカ合衆国の詩人（* 1953年）[190]
- 10月23日 - トッド・リード（英語版）、オーストラリアのテニス選手（* 1984年）[191]
- 10月24日 - 三笑亭笑三、日本の落語家（* 1925年）[192]
- 10月24日 - 八木宗十郎、日本の実業家、元ちまきやホールディングス社長（* 1929年）[193]
- 10月24日 - 渡辺庄吉、日本の郡上本染職人、岐阜県重要無形文化財伝統技術保持者（* 1931年）[194]
- 10月24日 - 横山幸子、日本の語り部（* 1931年）[195]
- 10月24日 - 平賀一次、日本の実業家、元太平洋セメント社長（* 1933年）[196]
- 10月24日 - トニー・ジョー・ホワイト、アメリカ合衆国のシンガーソングライター（* 1943年）[197]
- 10月24日 - 西村九十、日本の書家、元毎日書道展審査会員（* 1946年）[198]
- 10月24日 - ジョン・ラモンド（英語版）、オーストラリアの映画監督（* 1947年）[199]
- 10月24日 - カルメン・アルボルチ（スペイン語版）、スペインの政治家、作家（* 1947年）[200]
- 10月24日 - ワー・ワー・ワトソン（英語版）、アメリカ合衆国のギタリスト、元ファンク・ブラザーズ（英語版）メンバー（* 1950年）[201]
- 10月24日 - 世良與志雄、日本の実業家、フタバ図書代表取締役社長（* 1956年）[202]
- 10月25日 - 桑原眉尊、日本の僧侶、元曹洞宗宗務庁総長（* 1920年）[203]
- 10月25日 - 鈴木忠、日本の銀行家、元清水銀行頭取（* 1925年）[204]
- 10月25日 - 中村徹、日本の英米文学者、山口大学名誉教授（* 1927年）[205]
- 10月25日 - 藤木倶子、日本の俳人（* 1931年）[206]
- 10月25日 - ジョン・ジーグラー、アメリカ合衆国の弁護士、第4代NHL会長（* 1934年）[207]
- 10月25日 - ジョン・テイラー・ガット、アメリカ合衆国の教師、作家（* 1935年）[208]
- 10月25日 - ボリス・テミルカノフ（ロシア語版）、ロシアの指揮者（* 1937年）[209]
- 10月25日 - ソニー・フォーチュン、アメリカ合衆国のジャズサクソフォン奏者（* 1939年）[210]
- 10月25日 - 愛田武、日本の実業家（* 1940年）[211][212]
- 10月25日 - サラ・アンツァネッロ、イタリアのバレーボール選手（* 1980年）[213]
- 10月26日 - 佐藤きよ子、日本の元政治家、元衆議院議員（* 1919年）[214]
- 10月26日 - 土田将雄、日本の国文学者、イエズス会司祭、上智大学元学長・名誉教授（* 1923年）[215]
- 10月26日 - 森下整鎮（森下正夫）、日本の元プロ野球選手【南海ホークス内野手】、野球指導者【中日ドラゴンズ二軍監督など】（* 1933年）[216]
- 10月26日 - 藤戸竹喜、日本のアイヌ芸術家（* 1934年）[217]
- 10月26日 - ニコライ・カラチェンツォフ（ロシア語版）、ロシアの俳優（* 1944年）[218]
- 10月27日 - 工藤清一郎、日本の政治家、元秋田県雄和町長、元全国町村会副会長（* 1918年）[219]
- 10月27日 - フレディ・ハート（英語版）、アメリカ合衆国のカントリー・ミュージック歌手（* 1926年）[220]
- 10月27日 - 一戸孝七、日本の数学者、岩手医科大学名誉教授（* 1928年?）[221]
- 10月27日 - 佐藤誠六、日本の政治家、元山形県寒河江市長（* 1930年）[222]
- 10月27日 - 江波杏子、日本の女優（* 1942年）[223][224]
- 10月27日 - フレッド・ヘス（英語版）、アメリカ合衆国のジャズテノールサクソフォン奏者（* 1944年）[225]
- 10月27日 - ヌトザケ・シャンゲ（英語版）、アメリカ合衆国の劇作家、作家（* 1948年）[226]
- 10月27日 - 角替和枝、日本の女優（* 1954年）[227]
- 10月27日 - あさぎり夕、日本の漫画家（* 1956年）[228][229]
- 10月27日 - ヴィチャイ・スリヴァッダナプラバ、タイ王国の実業家、イングランド・プレミアリーグレスター・シティFC会長（* 1958年）[230]
- 10月27日 - トッド・ユース（英語版）、アメリカ合衆国のギタリスト、元ダンジグ・マーフィーズ・ロウ（英語版）・アグノスティック・フロントメンバー（* 1971年）[231]
- 10月27日 - ダニエル・コレア・フレイタス（ポルトガル語版）、ブラジルのサッカー選手（* 1994年）[232]
- 10月27日 - マリオ・セガール、アメリカ合衆国の実業家、マリオの名前の由来となった人物（* 1934年）[233]
- 10月28日 - 吉田貞次、日本の撮影監督（* 1918年）[234]
- 10月28日 - 蓮井淳、日本の溶射工学者、慶應義塾大学名誉教授（* 1922年）[235]
- 10月28日 - エルドリッジ・ムーアズ（英語版）、アメリカ合衆国の地質学者、カリフォルニア大学デービス校名誉教授（* 1938年）[236]
- 10月28日 - リチャード・ギル（英語版）、オーストラリアの指揮者（* 1941年）[237]
- 10月28日 - マリナ・リヴァコワ=リヴァノワ（ロシア語版）、ロシアの女優（* 1952年）[238]
- 10月29日 - 川崎義啓、元レッドパージ国家賠償請求訴訟原告（* 1917年）[239]
- 10月29日 - 星野光二、日本の俳人、水明俳句会主宰、毎日新聞埼玉県版の前俳句選者（* 1932年）[240]
- 10月29日 - デイヴ・ダンカン（英語版）、スコットランド出身のカナダのファンタジー・SF作家（* 1934年）[241]
- 10月29日 - デリック・シャーウィン（英語版）、イギリスのテレビプロデューサー、脚本家、俳優（* 1936年）[242]
- 10月29日 - 中野勝之、日本の政治家、前愛知県豊川市長（* 1941年）[243]
- 10月29日 - 銅谷志朗、日本のアナウンサー、元山陽放送・テレビ朝日アナウンサー（* 1944年）[244]
- 10月29日 - 森田雄三、日本の演出家（* 1946年）[245]
- 10月29日 - ロディ・ギャリ・リンポチェ（英語版）、チベットのガンデンポタン外交特使（* 1949年）[246]
- 10月29日 - ジミー・ファラー（英語版）、アメリカ合衆国の歌手、元モリー・ハチェットメンバー（* 1950年）[247]
- 10月29日 - ヤング・グレイトネス（英語版）、アメリカ合衆国のラッパー（* 1984年）[248]
- 10月30日 - 山彦節子、日本の河東節浄瑠璃方、人間国宝（* 1920年）[249]
- 10月30日 - 金庸、中華人民共和国の小説家（* 1924年）[250]
- 10月30日 - サンガラクシータ（英語版）、イギリスの仏教教師、作家（* 1925年）[251]
- 10月30日 - ジェームズ・ジョセフ・バルジャー、アメリカ合衆国のギャング首領、受刑者（* 1929年）[252]
- 10月30日 - 森川俊夫、日本のドイツ文学者、一橋大学名誉教授（* 1930年）[253]
- 10月30日 - ダヴィド・チェルカスキー（ウクライナ語版）、ウクライナのアニメーション監督、演出家（* 1931年）[254]
- 10月30日 - 水野良太郎、日本のイラストレーター、漫画家（* 1936年）[255]
- 10月30日 - ハーディー・フォックス（英語版）、アメリカ合衆国の歌手、作曲家（* 1944年）[256]
- 10月31日 - 松本健男、日本の弁護士、関西水俣病訴訟弁護団長（* 1930年）[257]
- 10月31日 - 山崎朋子、日本の女性史研究家、ノンフィクション作家（* 1932年）[258]
- 10月31日 - 信多純一、日本の国文学者、大阪大学・神戸女子大学名誉教授（* 1931年）[259]
- 10月31日 - タデウシュ・クラウス（英語版）、チェコのサッカー選手（* 1932年）[260]
- 10月31日 - ジャック・パテラ（英語版）、アメリカ合衆国のサッカー選手（* 1933年）[261]
- 10月31日 - 陳創天（中国語版）、中華人民共和国の材料工学者、物理化学者（* 1937年）[262]
- 10月31日 - ウィリー・マッコビー、アメリカ合衆国のメジャーリーグベースボールの左投左打の一塁手（* 1938年）[263]
- 10月31日 - ケン・シェリト（英語版）、イングランドのサッカー選手（* 1940年）[264]
- 10月31日 - ケニー・マークス（英語版）、アメリカ合衆国のコンテンポラリー・クリスチャン・ミュージック歌手（* 1950年）[265]
- 10月31日 - 東篤志、日本の漫画家（* 1966年）[266]

## (没日不明)
- 10月 - 秀島由己男、日本の画家・版画家（* 1934年）[267]